# Westwerk

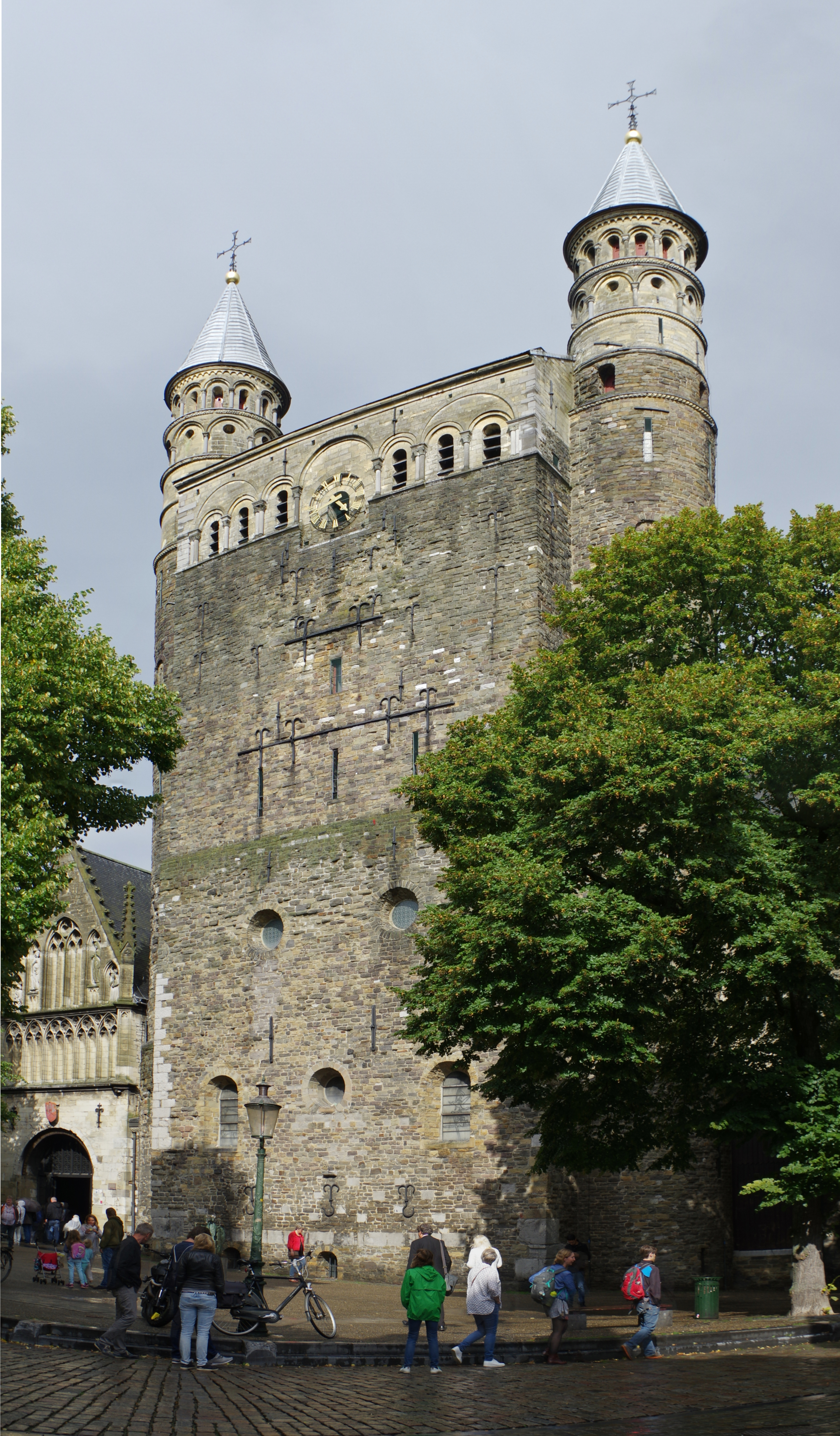
Basílica de la Asunción de Nuestra Señora en Maastricht (Países Bajos) (Westwerk aprox. del año 1000).

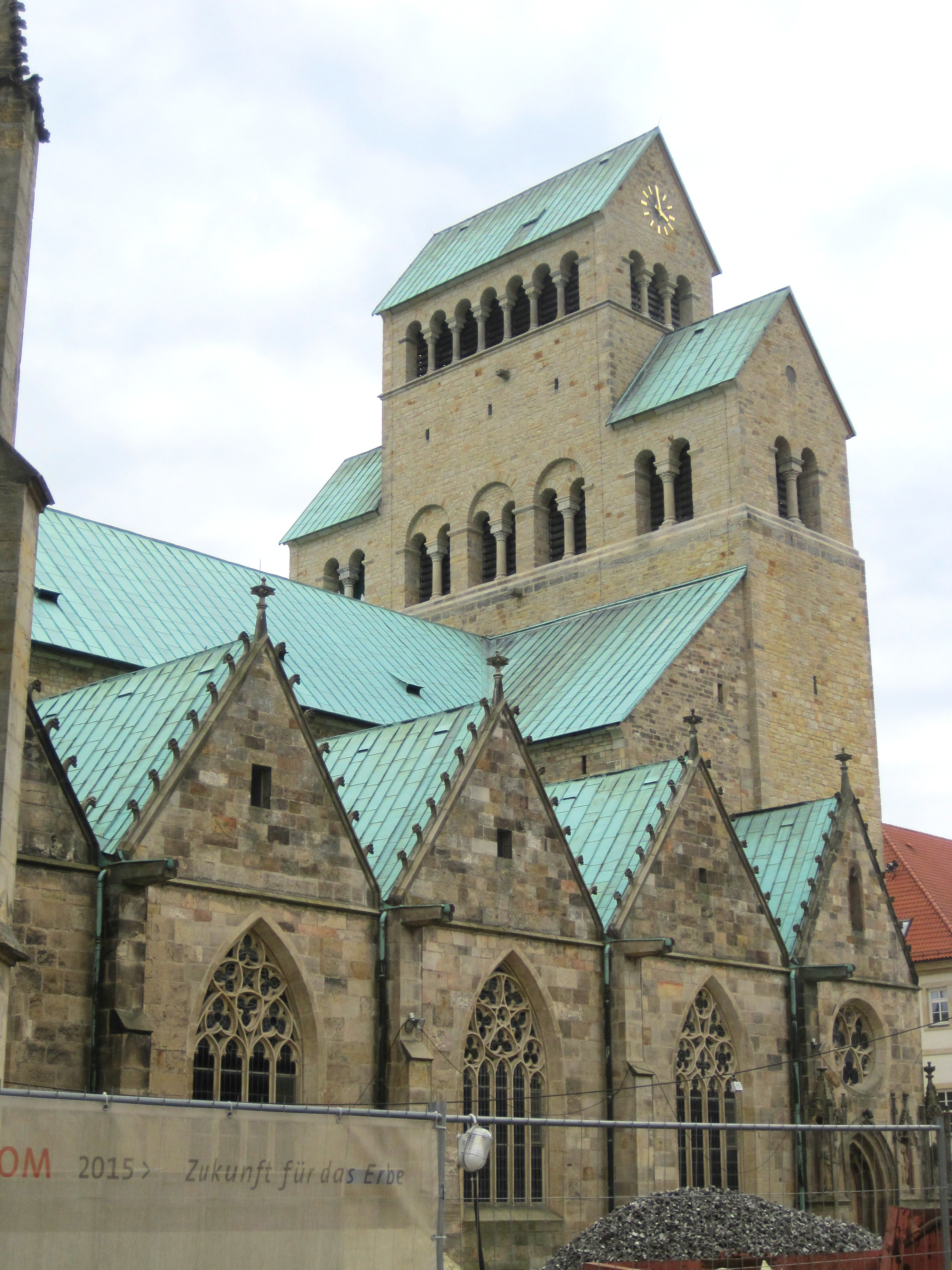
El Westwerk normalmente supera la altura de las naves (catedral de Santa María de Hildesheim)

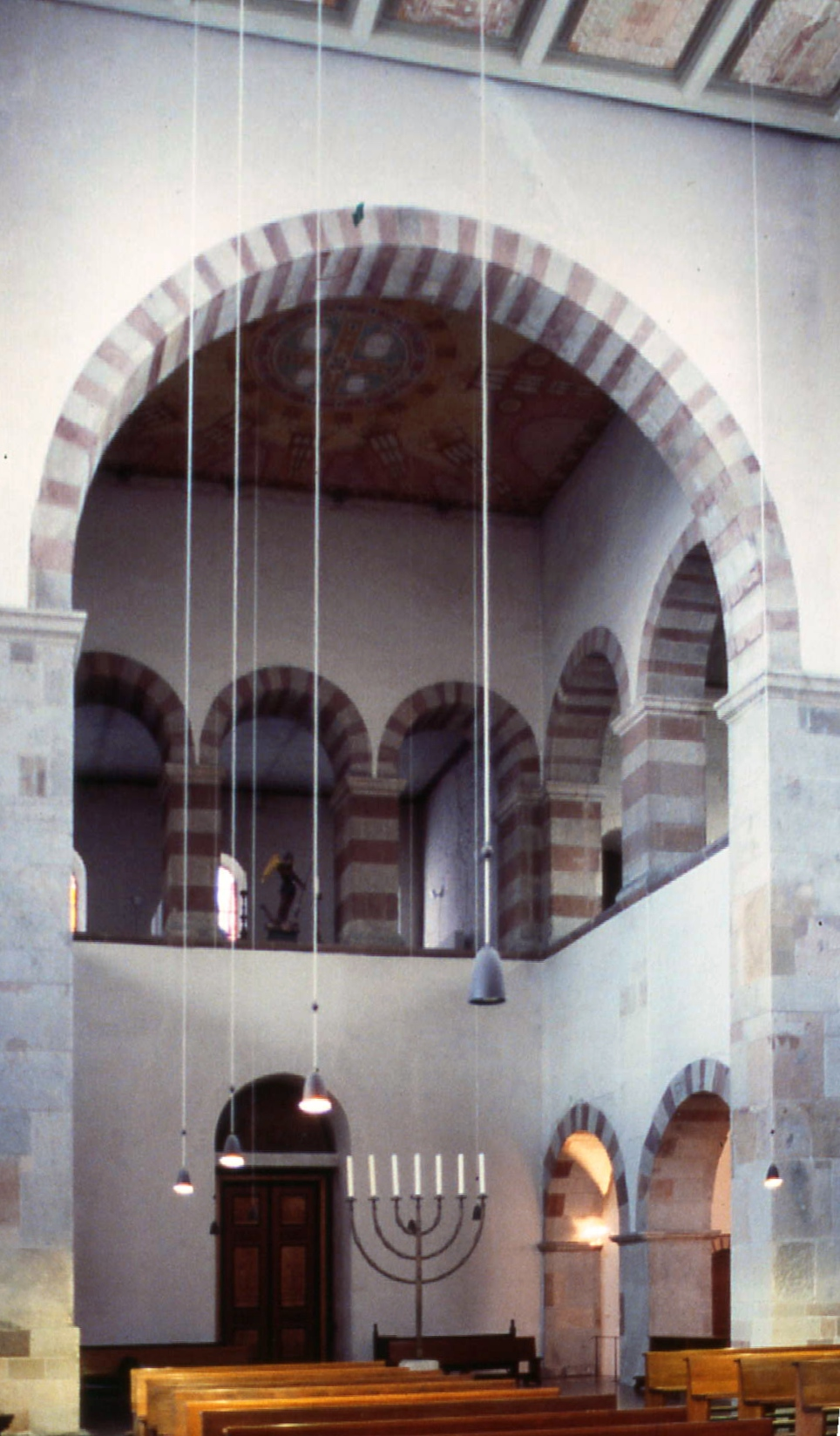
Abertura del matroneo en el interior de San Pantaleón en Colonia

El vocablo alemán Westwerk  —que significa, 'obra del oeste' u 'obra occidental' (en pl. Westwerke), y que en español a veces se traduce como «macizo occidental» o «macizo anterior»—  designa un elemento arquitectónico con características funcionales propias que se usó en las iglesias medievales de planta basilical en Europa occidental. Es un cuerpo masivo independiente, separado, con interiores que sirven para ciertos usos civiles que se dispone por delante del frente occidental de una iglesia, cerrando la nave a la que supera en altura, siendo una especie de fachada monumental, generalmente flanqueado por dos torres y con una tercera central. Apareció por vez primera en las iglesias de fundación carolingia, y que fue usado también en el periodo otoniano y románico. Se trata de una construcción que solamente puede encontrarse en edificios erigidos en los territorios del centro del Sacro Imperio Romano Germánico (hoy Alemania, Francia, Suiza, Austria), y que es extraño en la arquitectura de los países de la Europa mediterránea. Los macizos occidentales generalmente solo se dispusieron en iglesias colegiadas y monasteriales y solo en casos excepcionales en catedrales (por ejemplo, en Minden), pero nunca en iglesias parroquiales.
Los cuerpos de edificación que ya no eran independientes sino parte de la iglesia, y aunque muestren una apariencia exterior prácticamente idéntica, no se consideran westwerks y son denominados en  alemán  Westbau u «edificio oeste» o «edificio occidental». En español, esta diferencia no suele reflejarse usando indistintamente  westwerks  para describir el tipo de fachada. Más adelante evolucionaron incorporando en la parte baja los ábsides de nuevos coros (en especial en las iglesias de doble coro de planta románica-renana, pasando a veces a ser considerados un tipo propio de fachada, la cabecera lorena) y en otros, hasta incorporar en la parte alta un verdadero macizo barlongo (como en la Colegiata Santa Gertrudis de Nivelles) 
La expresión de «Westwerk» fue utilizado por primera vez en la historia de la construcción por Johann Bernhard Nordhpff en 1873 para describir el extremo occidental en la catedral de Minden y luego en 1888 el núcleo prerrománico del «Westwerk» de la abadía de Corvey. La estructura de ante-iglesia o macizo occidental carolingio fue usada por primera vez por Wilhelm Effmann en 1899. Alois Fuchs dio una primera definición del término tal como se utiliza en la investigación de hoy en 1929.
Se conservan varios westweks en edificios declarados patrimonio de la Humanidad: el de la catedral de Aquisgrán (1978), el de la catedral de Espira (1981) y el Westwerk carolingio y civitas de Corvey (2014).

## Historia
Los westwerks se erigieron principalmente durante la Alta Edad Media, en especial en el período carolingio, cuando se inauguró este modelo de fachada arquitectónica.
El westwerk sobre todo se encontraba en los monasterios reales en que residían los reyes y los emperadores itinerantes del Imperio carolingio (véase Corte itinerante). Reservado para ellos y para su séquito, hasta la reforma cluniacense el westwerk fue generalmente utilizado para finalidades seculares, por ejemplo como cancillería o aula de tribunal. Desde una galería o matroneo abierto al espacio interior de la iglesia, el soberano podía asistir al servicio desde una posición elevada. Los sistemas de tronos imperiales a veces se derivan de la capilla palatina carolingia de la catedral de Aquisgrán, aunque allí el trono no apareció hasta el período otoniano.
En el período otoniano el modelo del westwerk ya se había mezclado con otras formas de fachadas haciéndose indistinto, de tal modo que posteriormente no se edificaron más westwerkes puros.
La notable abadía imperial carolingia de St-Riquier in Centula, cerca de Amiens (Francia), tuvo uno de los primeros westwerks conocidos. Pero solo es conocida por tradiciones iconográficas, por lo cual el aspecto exacto de su westwerk solo puede reconstruirse hipotéticamente. El único verdadero westwerk conservado del período carolingio se encuentra en la abadía de Corvey, aunque en ella la torre central fue suprimida y las torres laterales elevadas, de manera que hoy resulta la imagen de una fachada con dos torres.
Desde el siglo XII, los carolingios y otonianos han edificado muchos westwerks, con su elevado interior, un cuerpo occidental de estilo románico o con un coro occidental (que a menudo estaba dedicado a los arcángeles Miguel o Gabriel) o se transformó en consecuencia. Hermann Rothert argumentó que esos componentes a menudo de gran tamaño, como el westwerks de St. Patrokli en Soest, que se construyó alrededor de 1200 a instancias del Consejo, que se reunía y mantuvo sus armas allí. Anteriormente se podía acceder al frente de la catedral de Soest desde la plaza de la catedral y puede haber reemplazado al ayuntamiento que aún no estaba disponible en la épocao, una variante de la tesis de la iglesia imperial. Como con la mayoría de los westwerks, el uso con fines litúrgicos no se puede demostrar aquí.
El hecho de que la forma y función delwestwerk  en sentido estricto solo se pueda probar en Corvey y que la interpretación como una iglesia imperial no pueda basarse en ninguna fuente lleva a la crítica de este término y a las ideas asociadas con él. Las consecuencias pueden ser diferentes: ya sea para reconocer el término westwerks como una designación para un supuesto tipo de edificio o como un invento de la historia del arte y abandonarlo (Schönfeld de Reyes) o para manejar el término más generosamente en la práctica como hace Uwe Lobbedey.

## Descripción
El westwerk se dispone como un cuerpo de edificación dispuesto delante de la nave de la iglesia, a la que generalmente supera en altura, formando un elemento autónomo del edificio que disponía habitualmente de tres torres, una en el centro y dos más flanqueando ambos lados de la fachada. En la parte baja de este cuerpo central puede disponerse la entrada con una puerta o tres, un ábside o nada; exteriormente, como las torres, puede presentarse decorado con ventanas y arquerías, ciegas o correspondientes a galerías. En el interior de las torres se ubican las escaleras que facilitan el acceso a su parte superior, donde se abren ventanas y se encuentran las campanas, y los diferentes niveles del cuerpo central. En el interior de este se distribuyen un vestíbulo, una capilla frecuentemente abogada a San Miguel y un espacio abierto hacia el interior de la iglesia, rodeado principalmente de matroneos. Formas sucesivas de desarrollo frecuentemente renuncian a la distribución del espacio con más bajadas, en este caso hablándose (como por ejemplo para la Iglesia de San Pantaleón en Colonia) de una construcción occidental «semejante al Westwerk» (en alemán: westwerkartig).
Creación autónoma de la civilización carolingia, la función principal del westwerk pudo haber sido hacer que la presencia del emperador o del soberano, aun cuando éste no estuviera presente en persona. La iglesia con westwerk distingüe dos espacios de significaciones diferentes: la verdadera iglesia, reservada a los santos, en el este, símbolo de la ecclesia triumphans, y el westwerk con función de baluarte, en el oeste, símbolo de la ecclesia militans, el lugar del soberano como protector de la iglesia. Así también se explica el gran número de westwerks entre los sajones conquistados por Carlomagno.
Solo en raros casos el westwerk desempeñaba una auténtica función militar (Wehrkirche o "iglesia fortificada"). Su significación simbólica era la de un castellum en el sentido de una fortaleza en la defensa contra el diablo y los demonios. Mientras que el lado este (la salida del sol u orto) era considerado la dirección de Cristo y alojaba el altar en el ábside, el oeste (ocaso) estaba asociado con las fuerzas del mal y la muerte, a las cuales no se debía permitir ningún acceso a la iglesia, la "Nueva Jerusalén". Casi siempre en el westwerk estaba el altar del arcángel Miguel, el líder de los ángeles en la lucha contra los demonios que llegaban desde el oeste.
Otros investigadores cuestionan la afirmación de que había asientos del trono para el emperador en los westwerks y niegan que el tipo de edificio deba entenderse como un signo del imperio. Ven en ellos una función más en la liturgia monástica, especialmente en Pascua.

### Notableswestwerkalemanes en iglesias existentes

Westwerks en Alemania
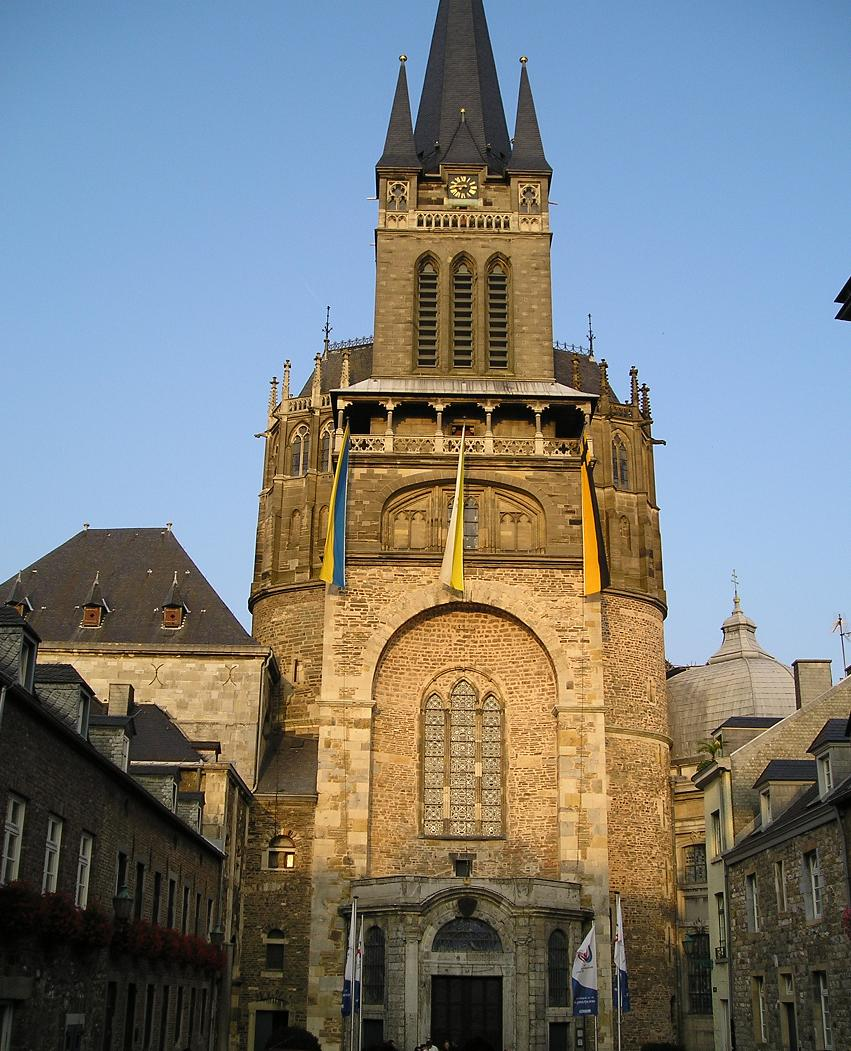
Catedral de Aquisgrán (796-805)
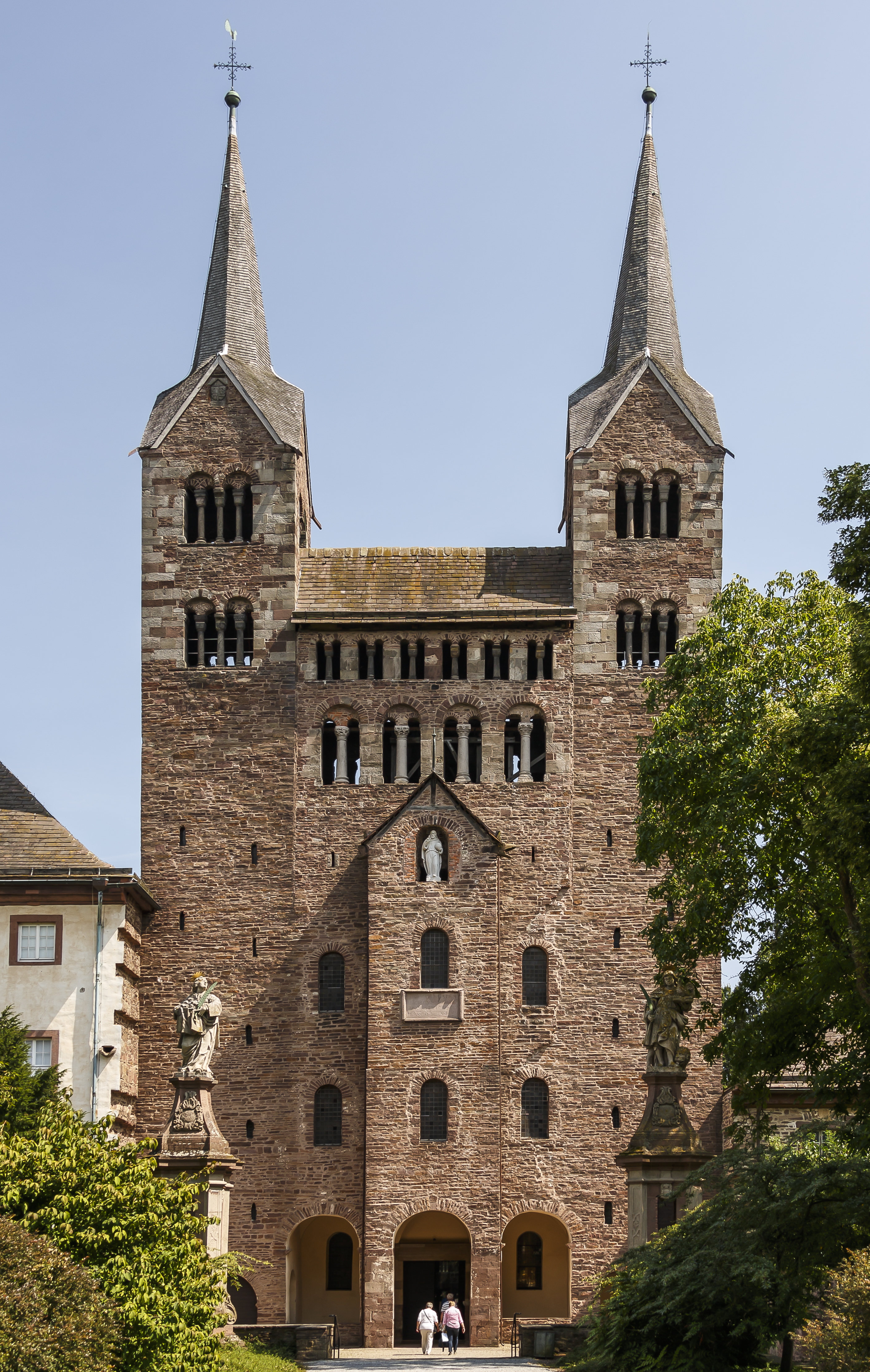
Corvey, el Westwerk conservado más antiguo (siglo IX)
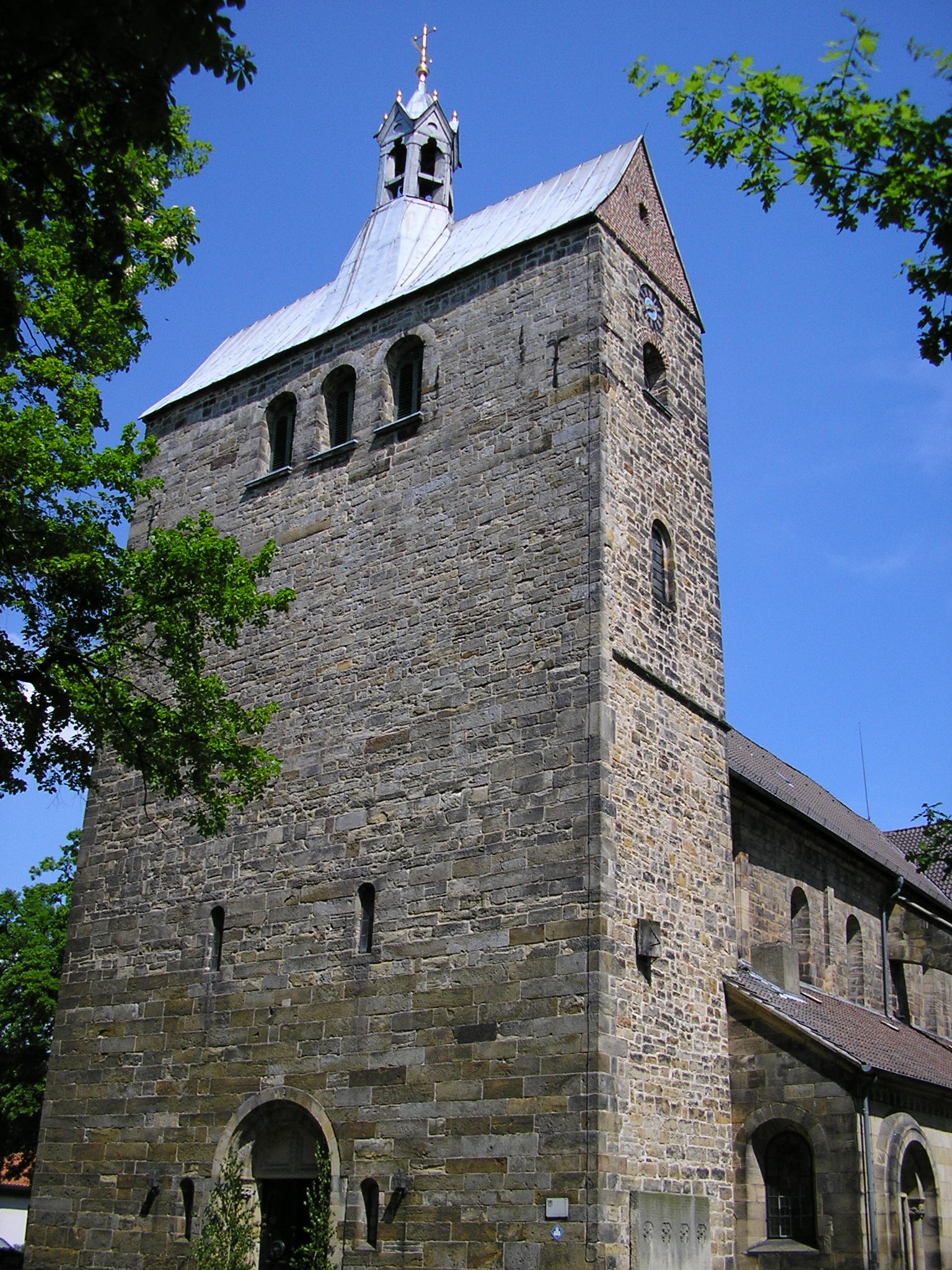
San Cosmas y Damian (Wunstorf) (871)
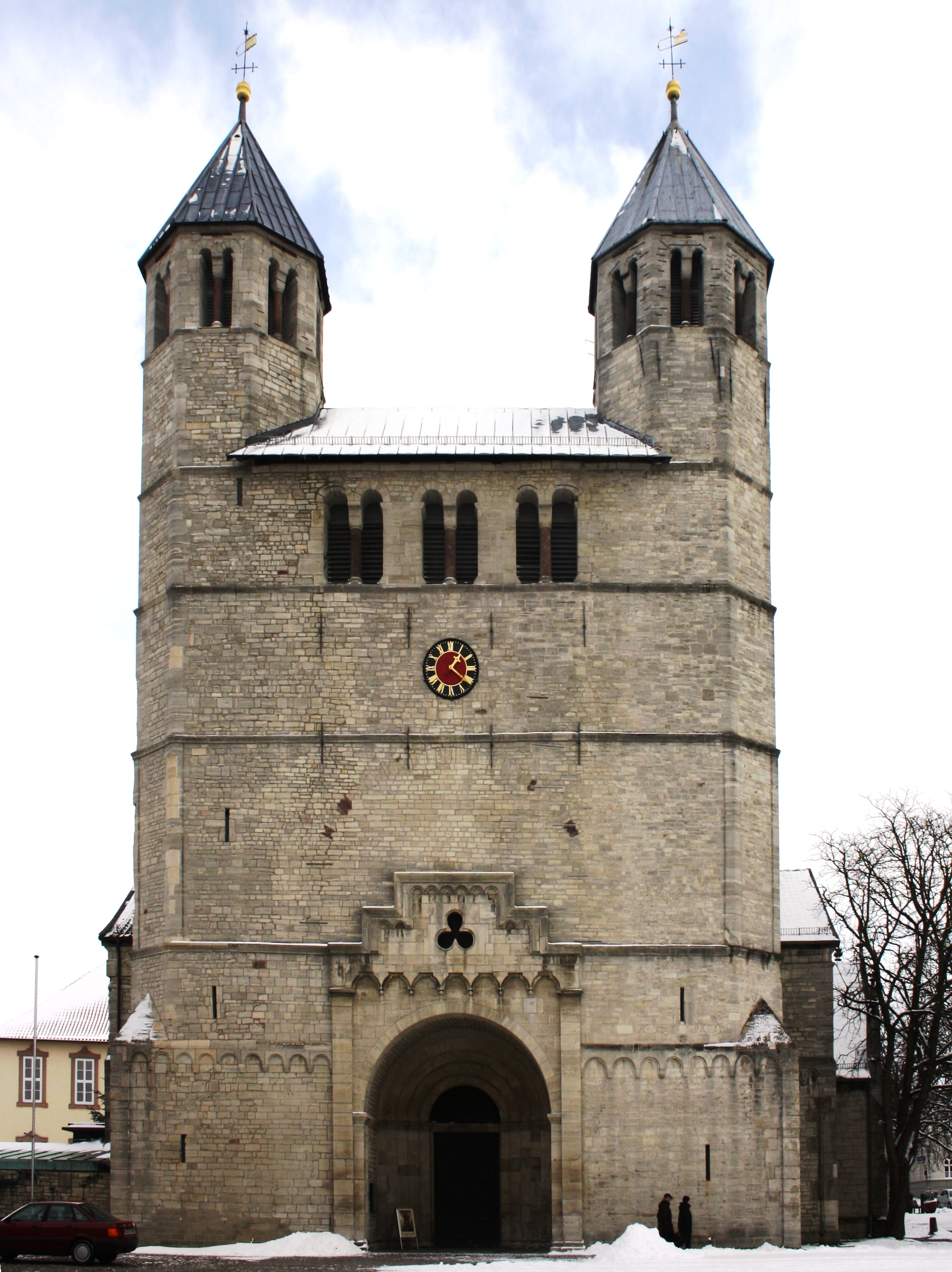
Iglesia  abacial de Gandersheim (852-877)
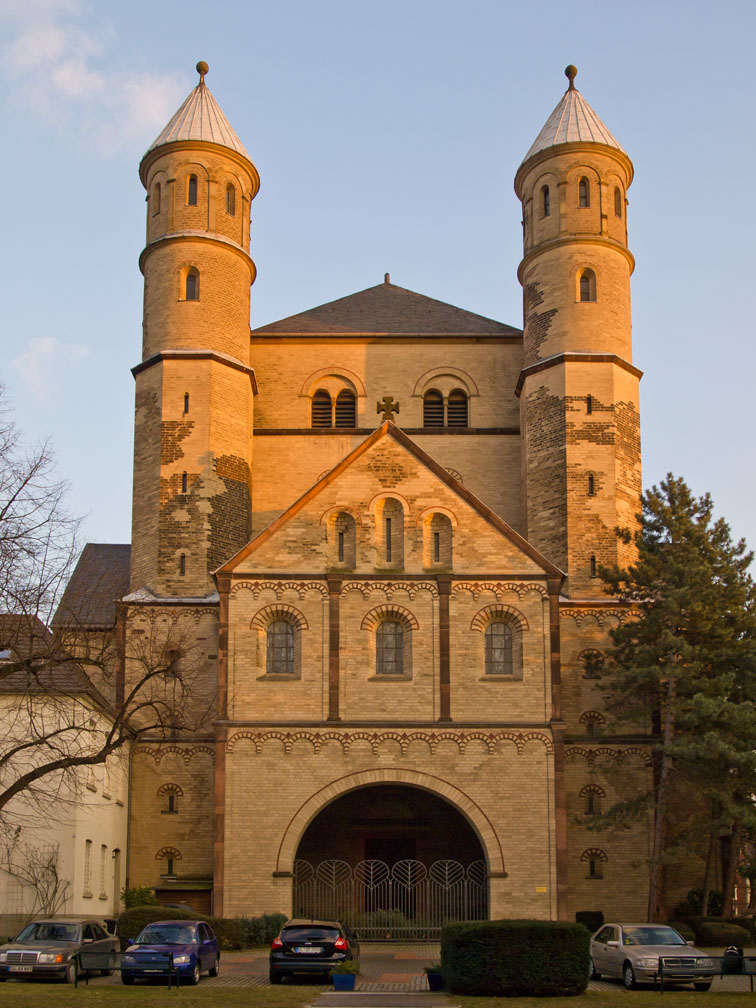
San Pantaleón en Colonia (segunda mitad del siglo X)
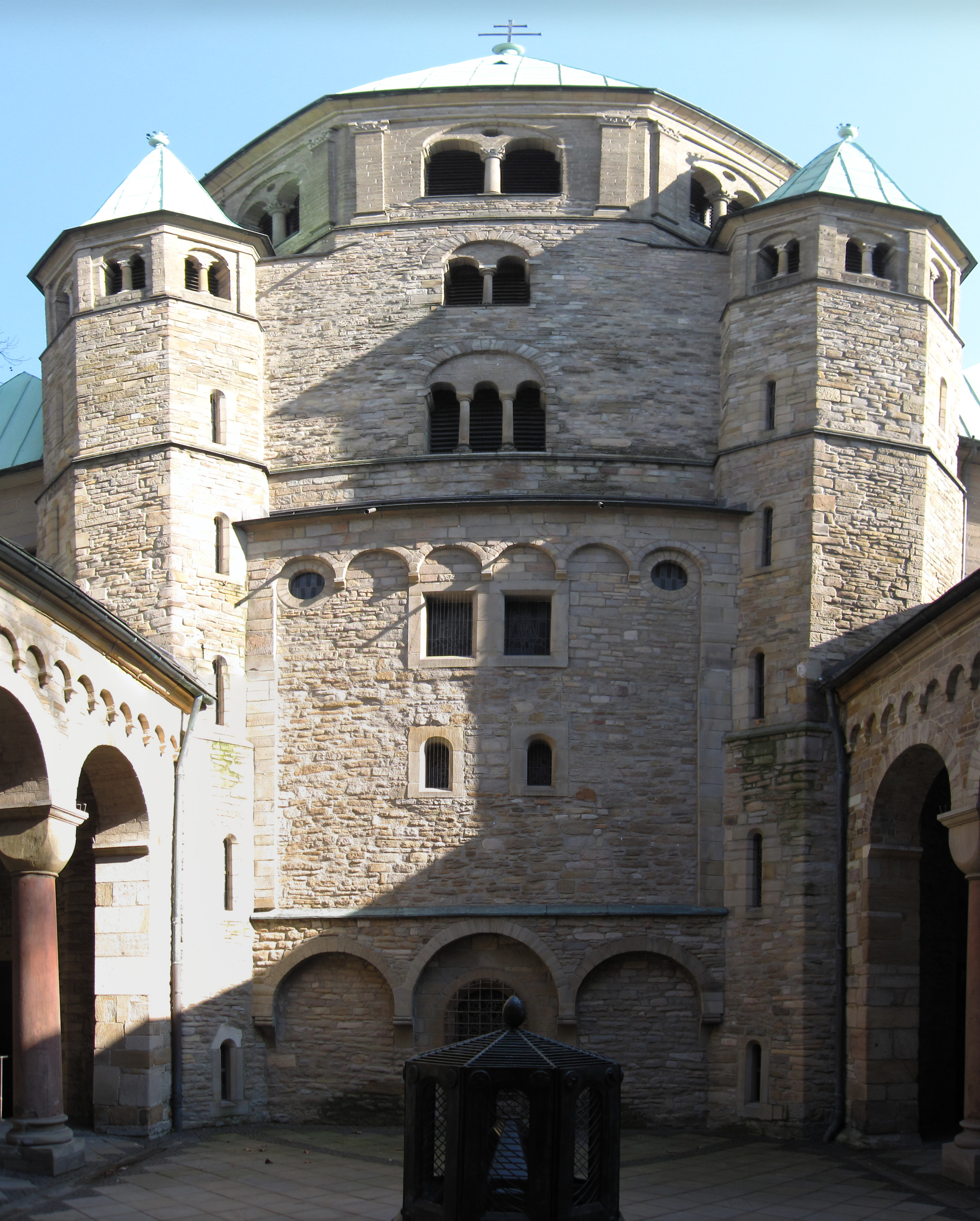
Catedral de Essen, edificio occidental (997-1002)
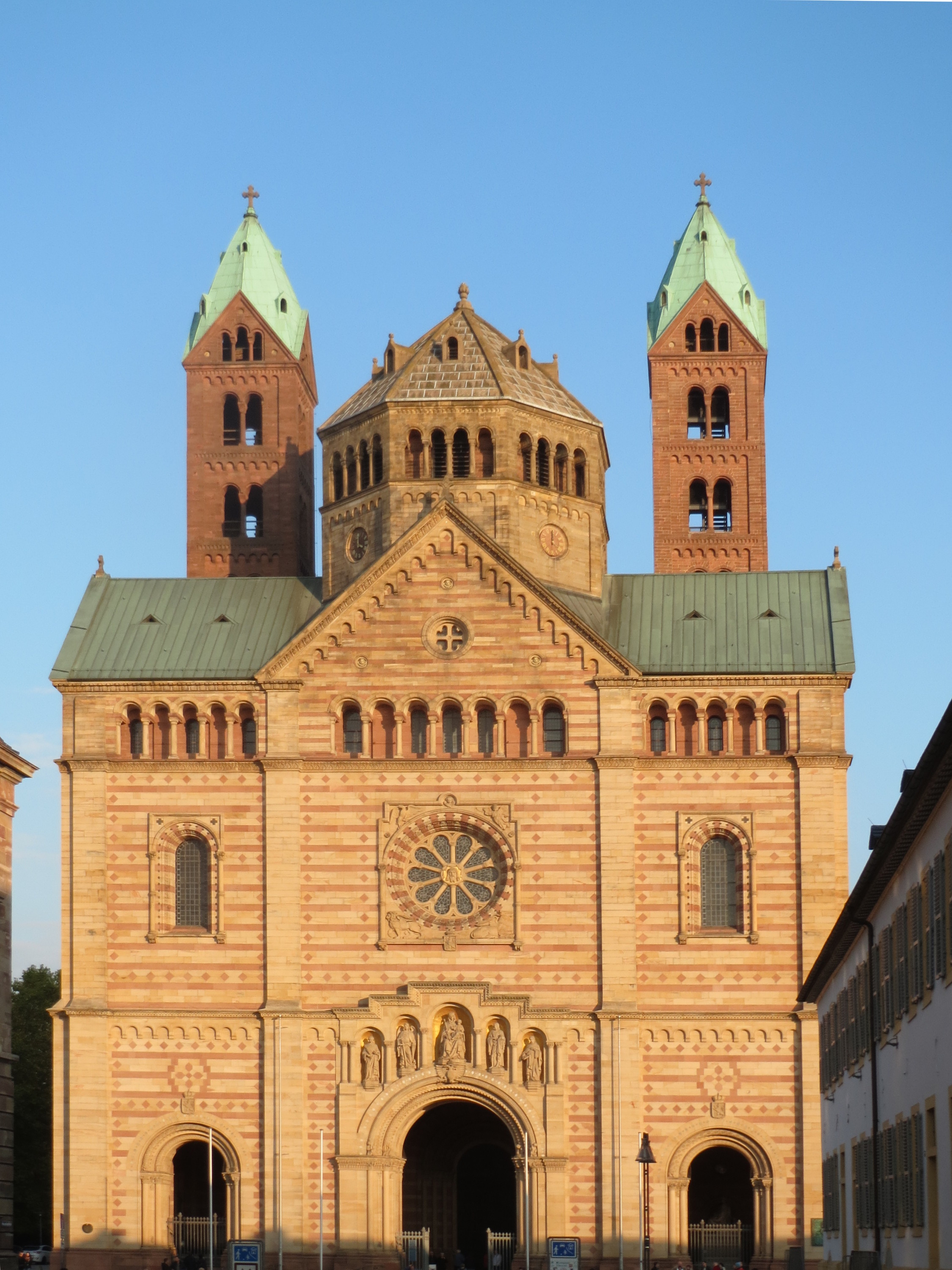
Catedral de Espira (1030-1061)
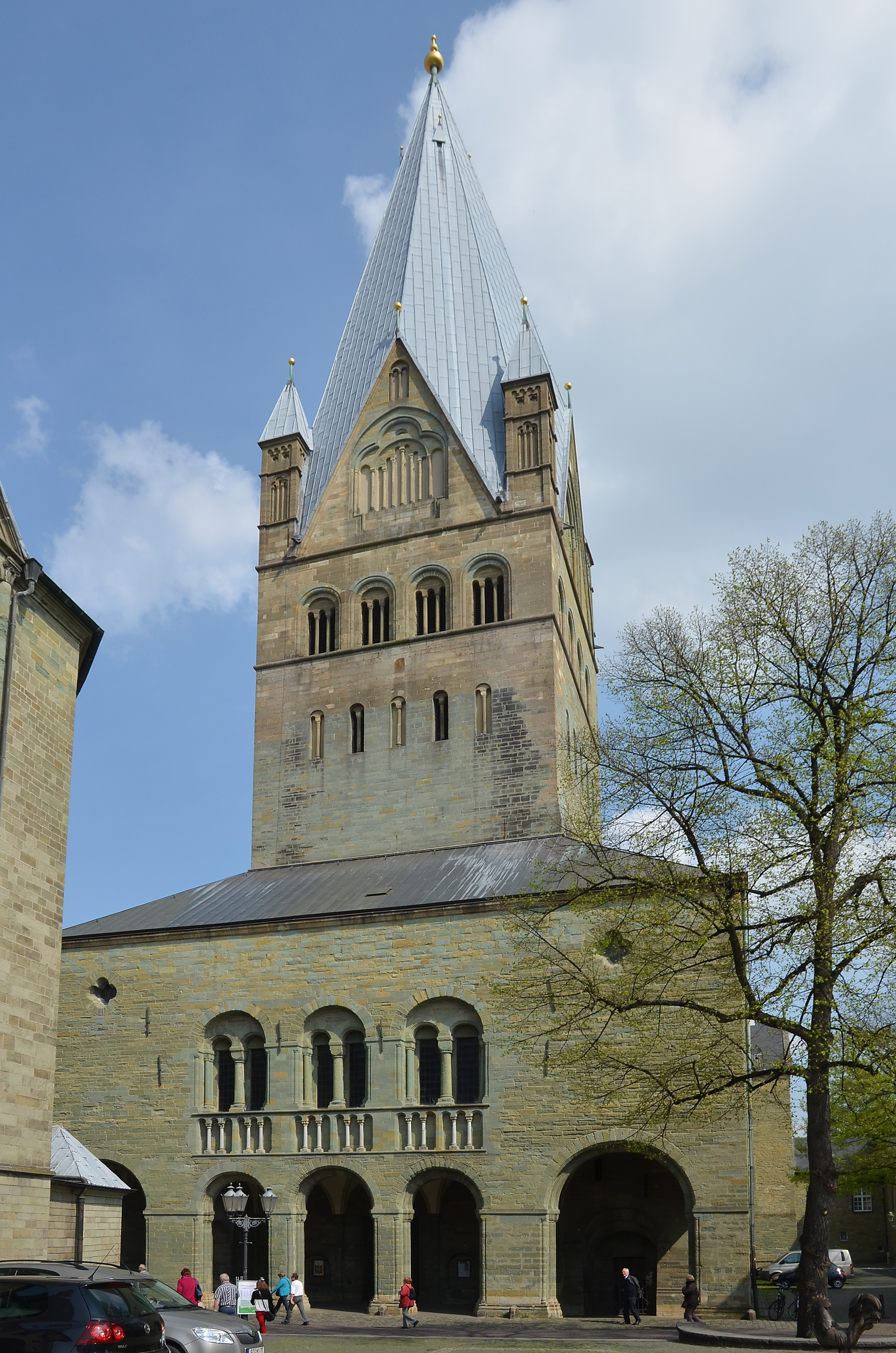
Colegiata de San Patroclo (Soest) (2.ª mitad s. XI)
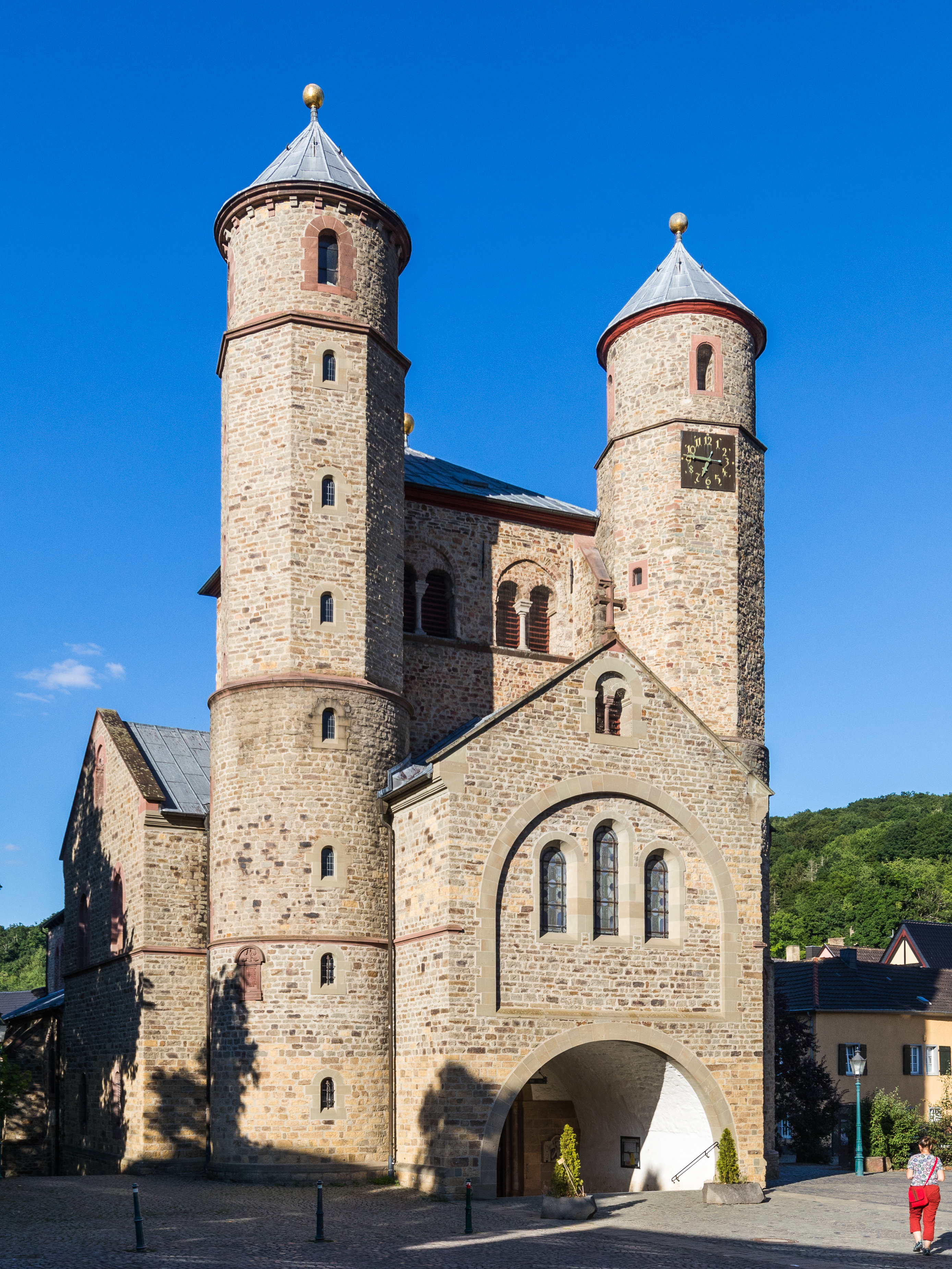
Colegiata de Bad Münstereifel (ca. 1100)
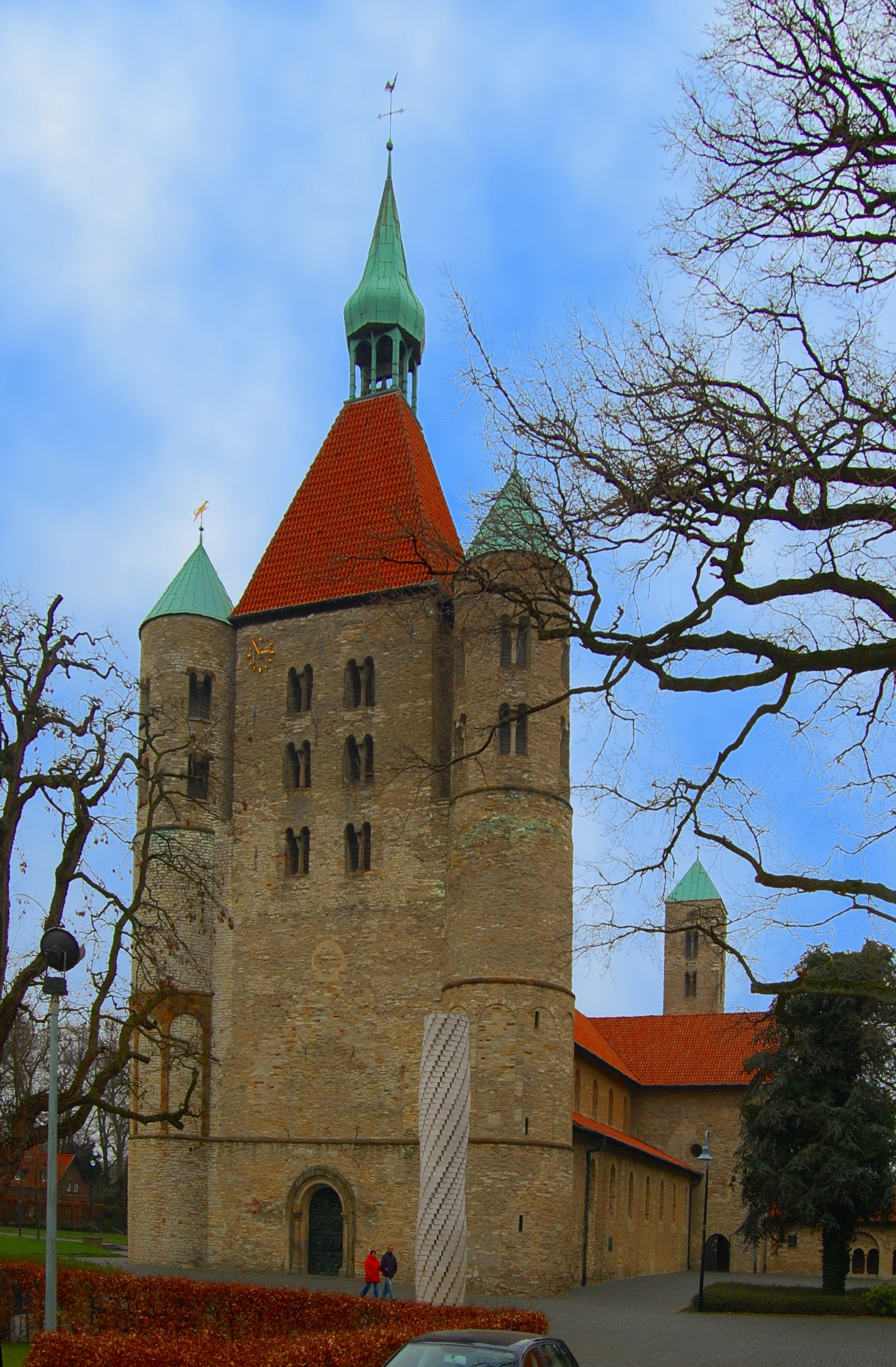
Colegiata de St. Bonifatius de Freckenhorst en  Warendorf
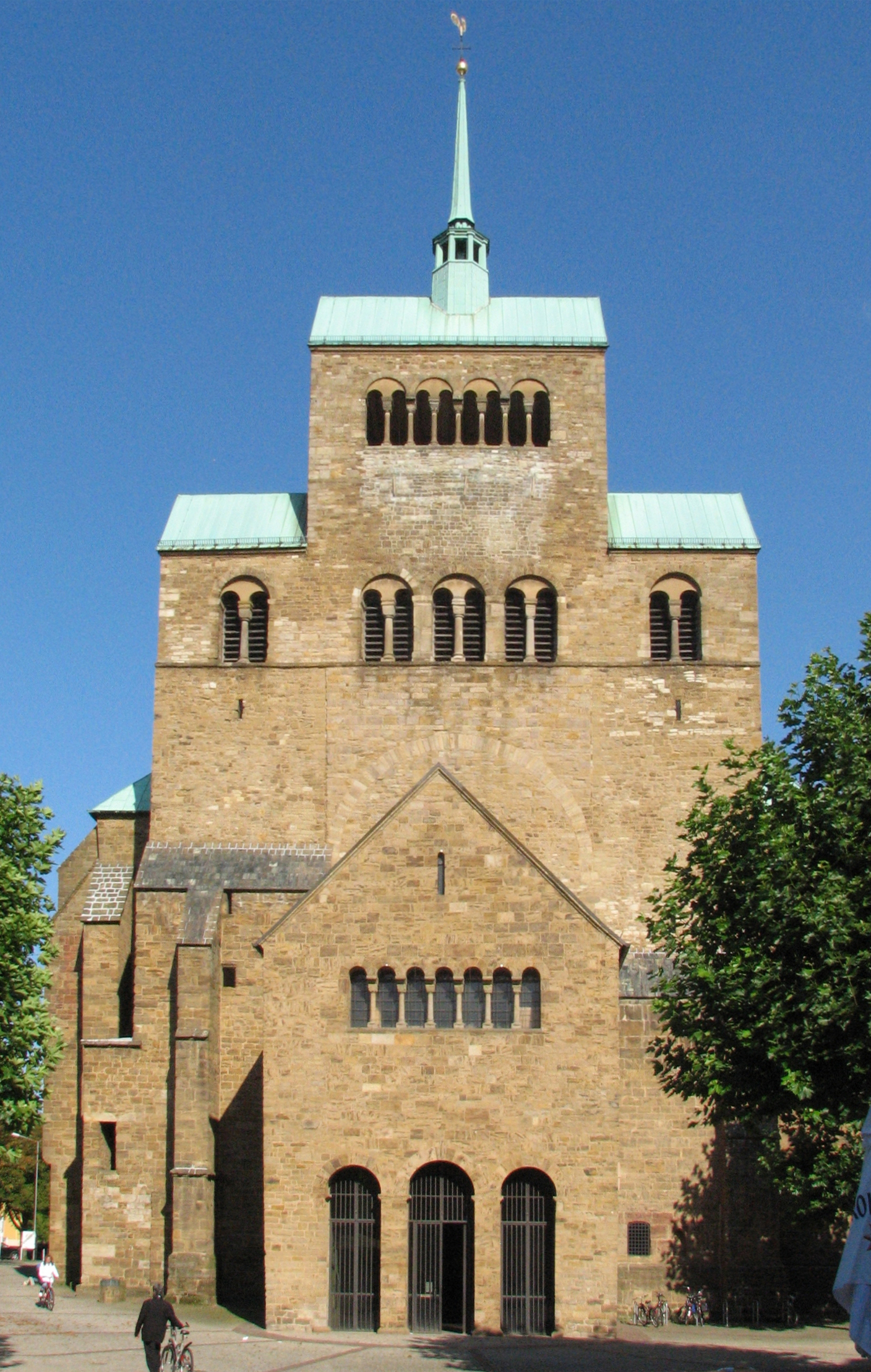
Catedral de Minden (1152)

Westwerks evolucionados con ábside y coros en Alemania
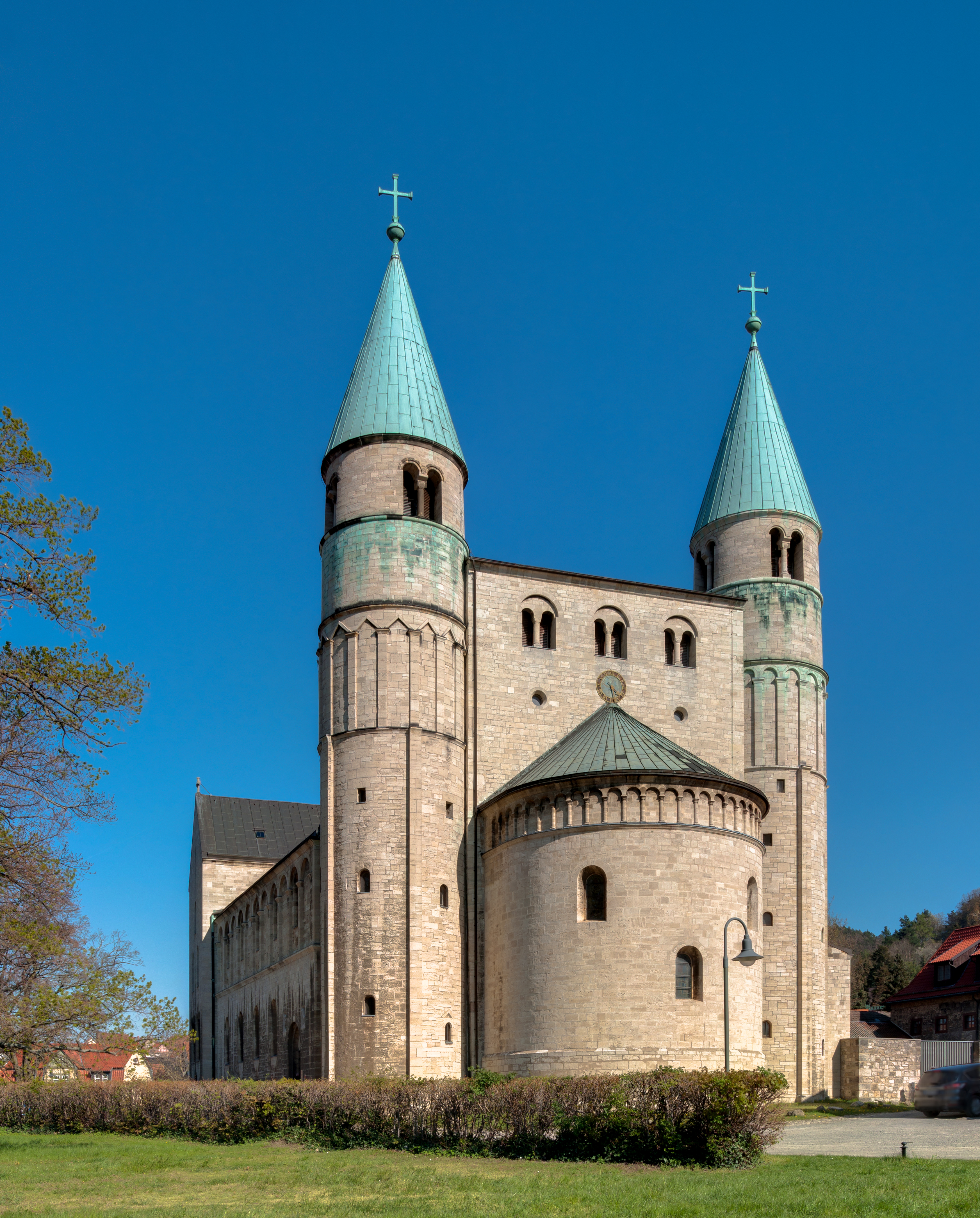
Iglesia de San Ciriaco de Gernrode (959/960-965)
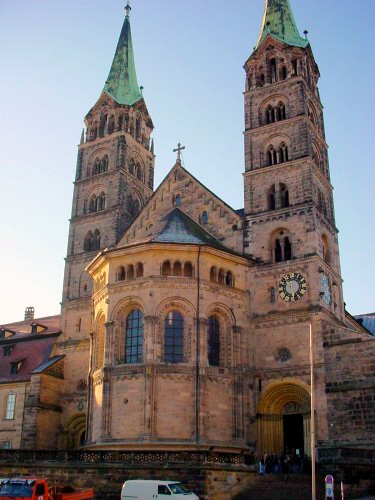
Catedral de Bamberg (1081-1111)
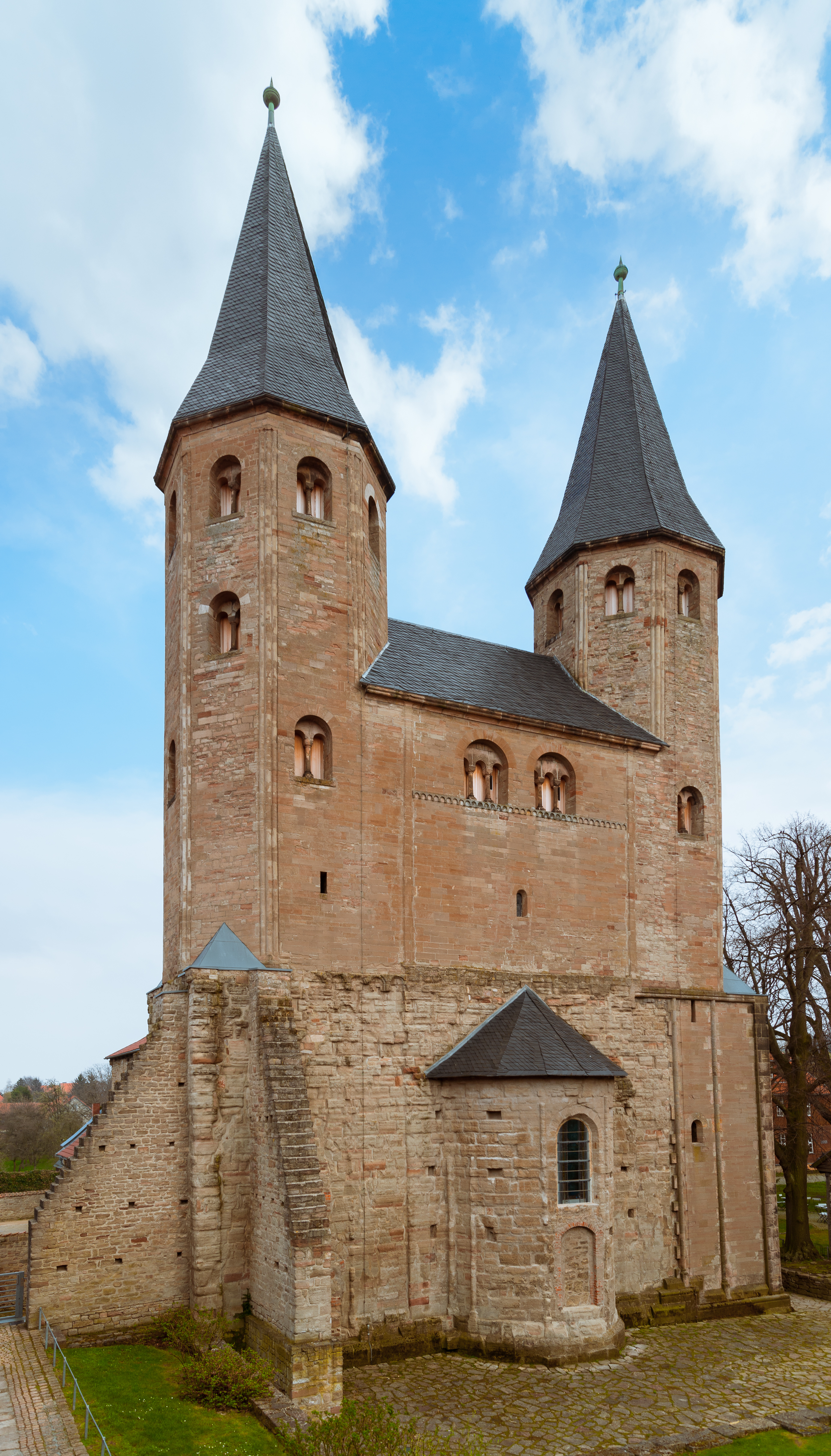
Abadía de Drübeck (1004)
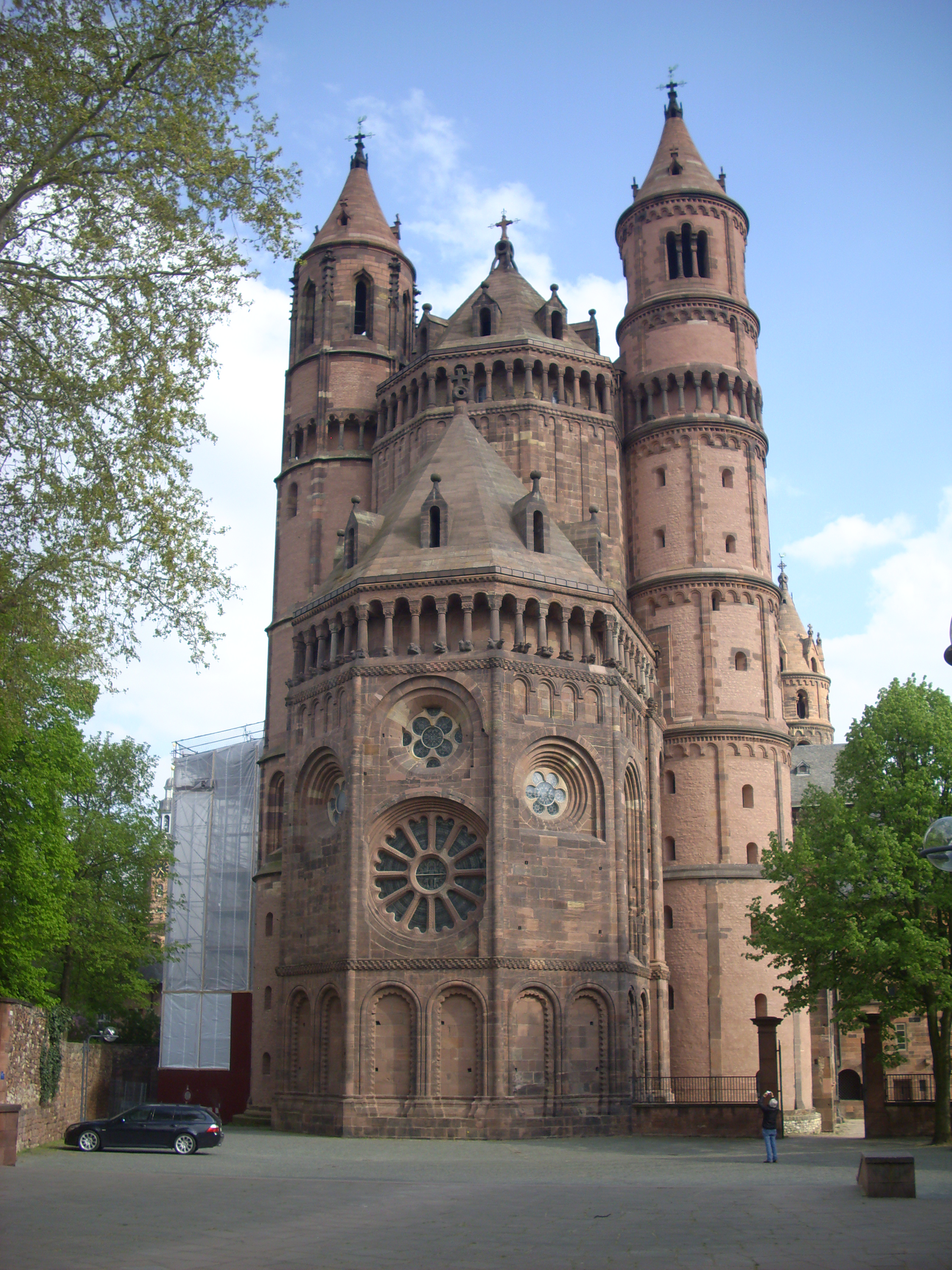
Catedral de Worms (1130-1181)
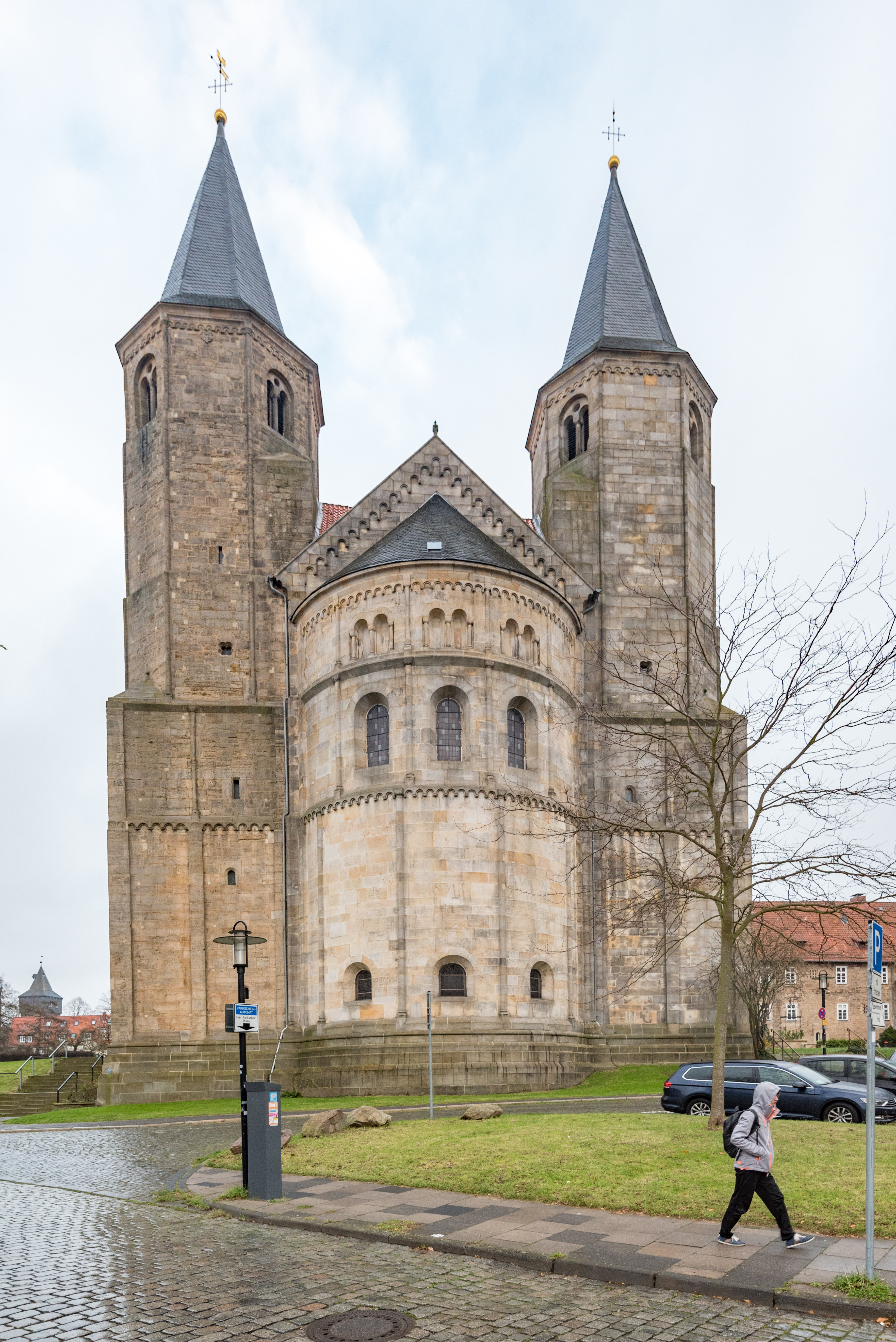
Basílica de San Gotardo en Hildesheim (1133-1172)
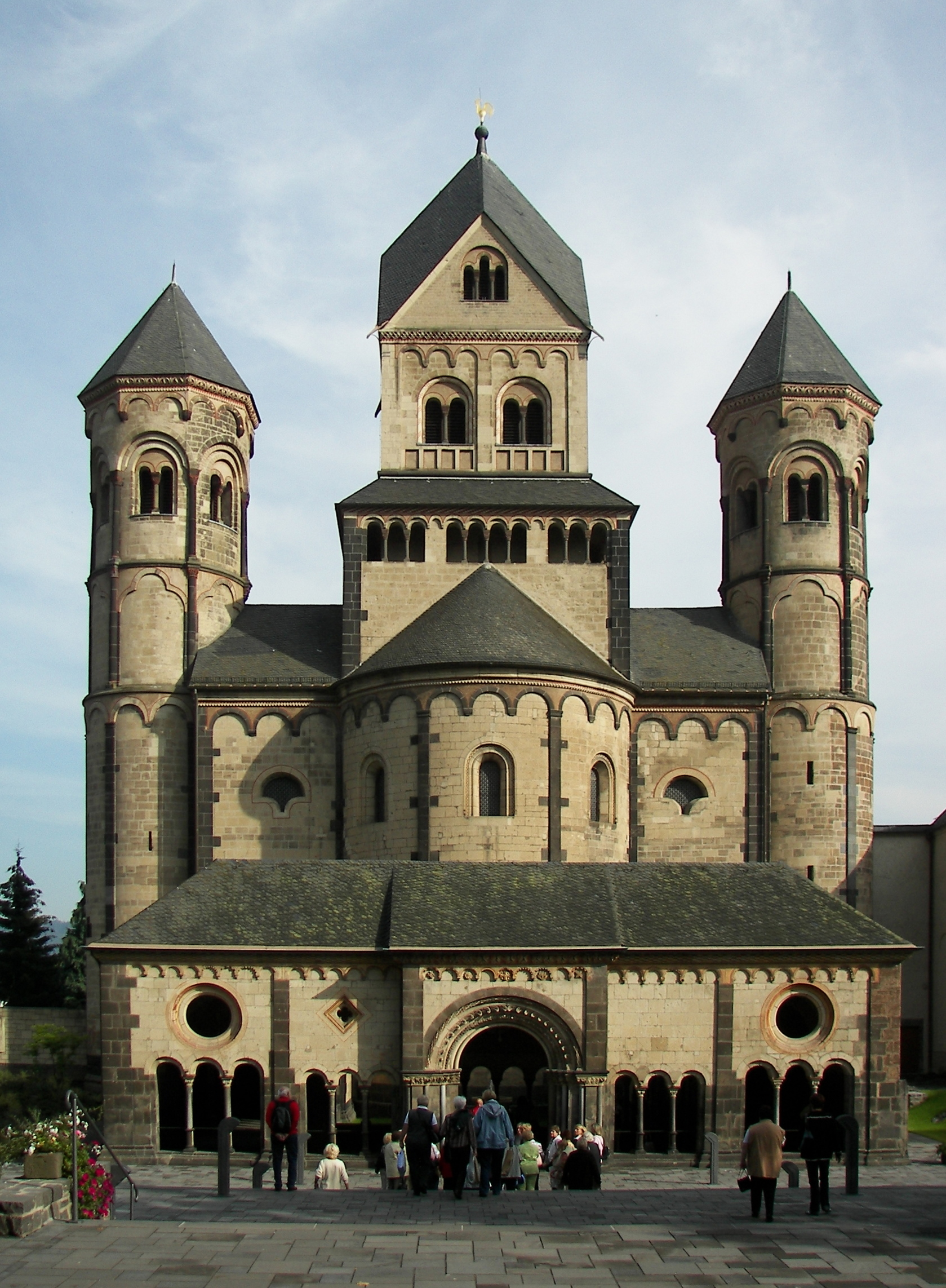
Abadía de Santa Maria Laach (1093-1235)
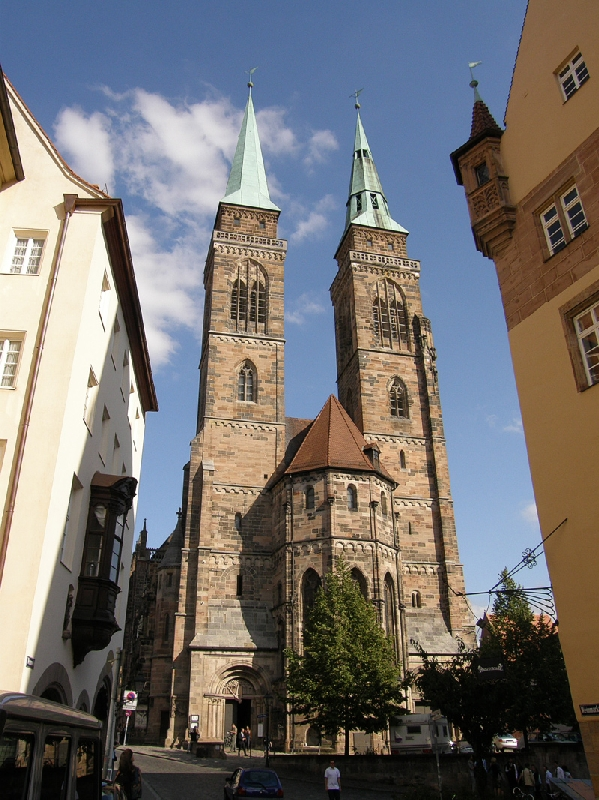
Iglesia de San Sebaldo de Núremberg (1225/30-1274)
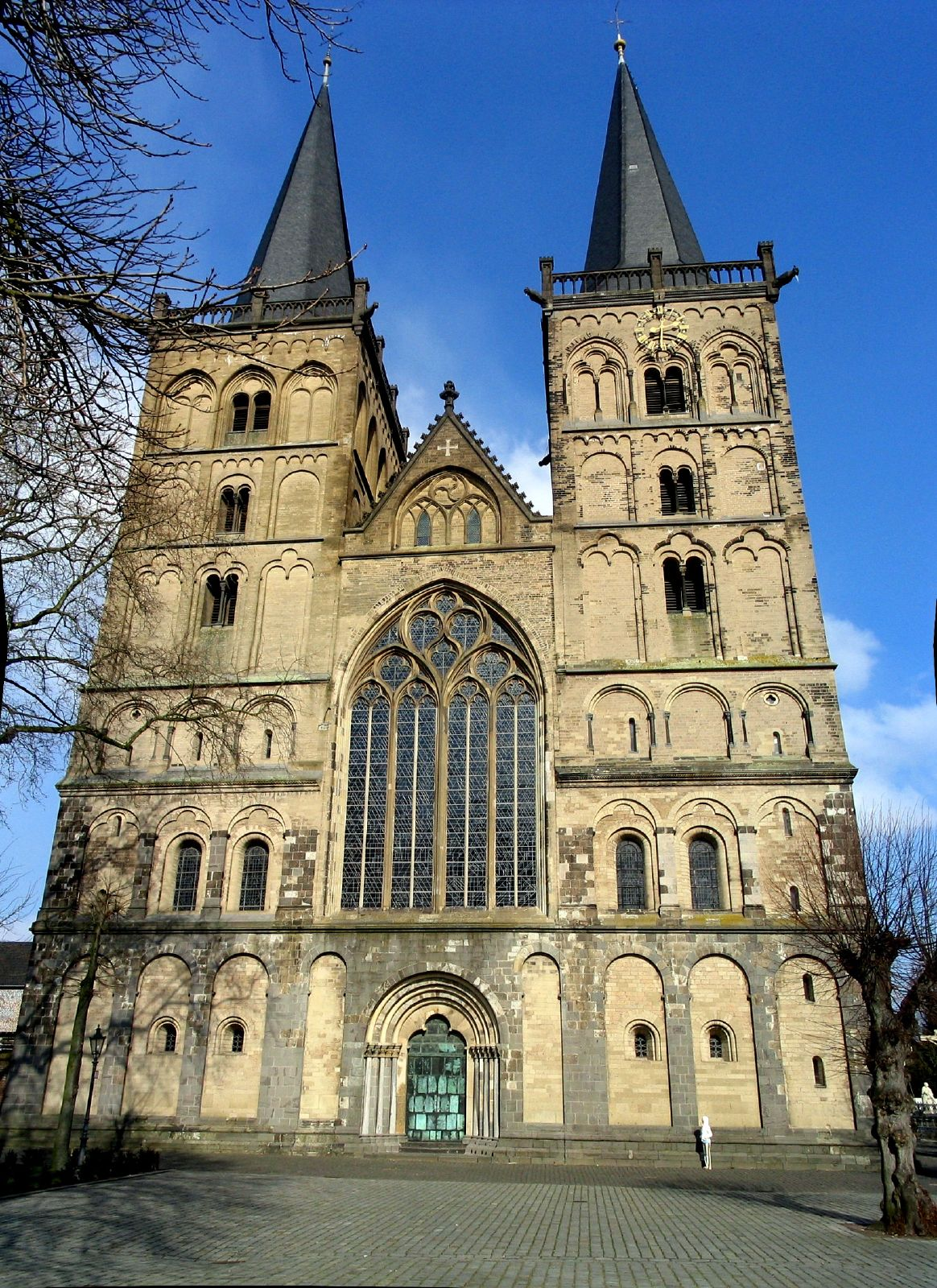
Catedral de San Víctor (Xanten) (1180-1544 )
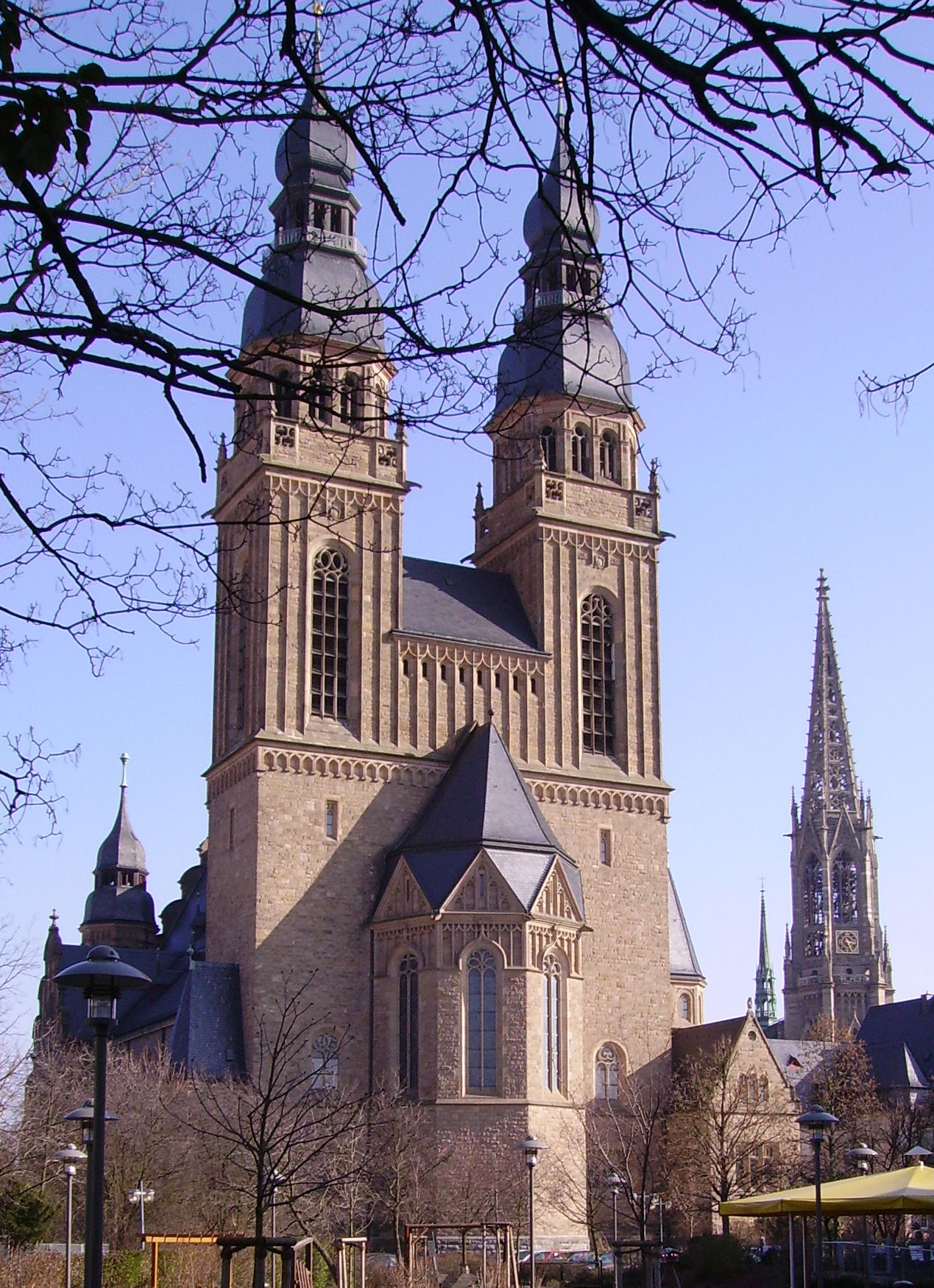
San Giuseppe en Espira (1912-1914)

Westwerks en otros países
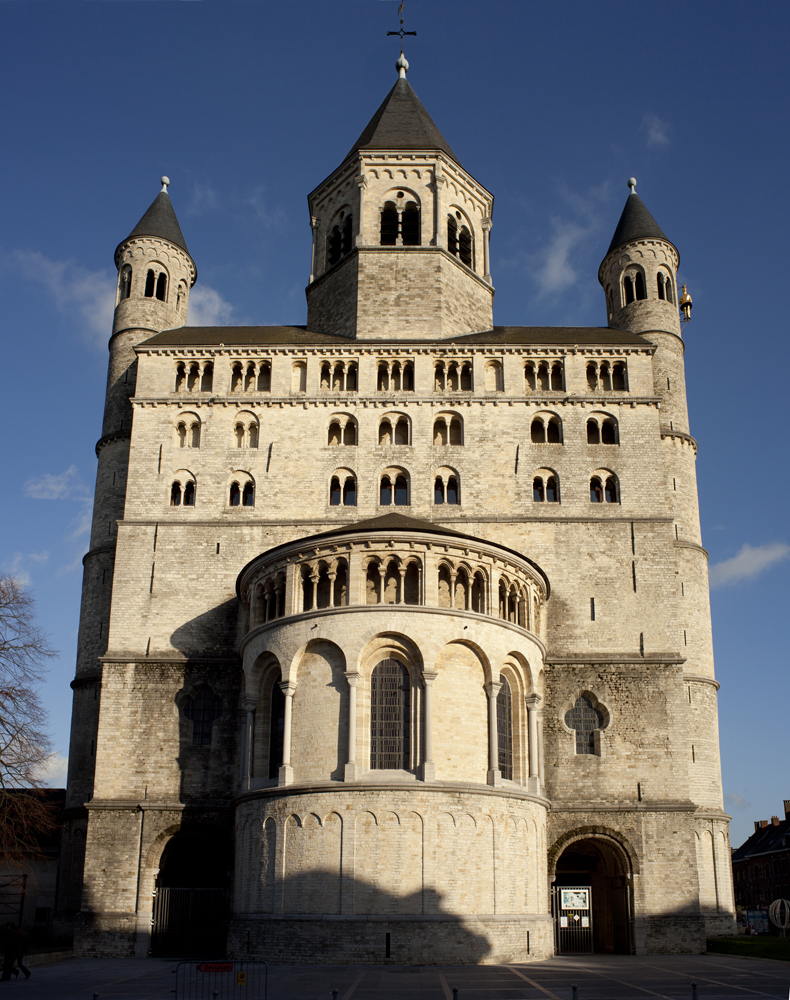
Colegiata Santa Gertrudis de Nivelles (992-1046)
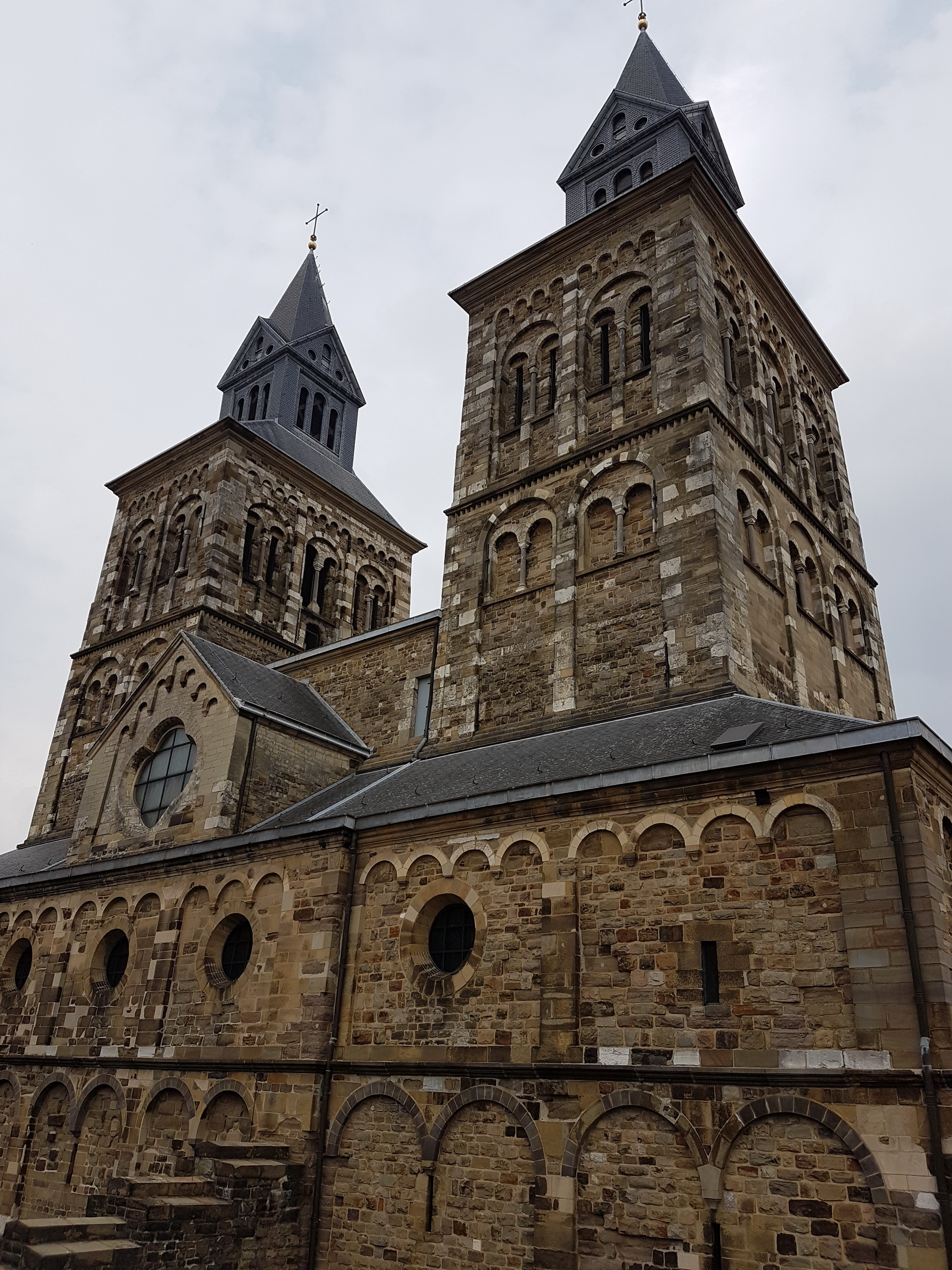
Basílica de San Servando en Maastricht (?-1180; 1225-1250)
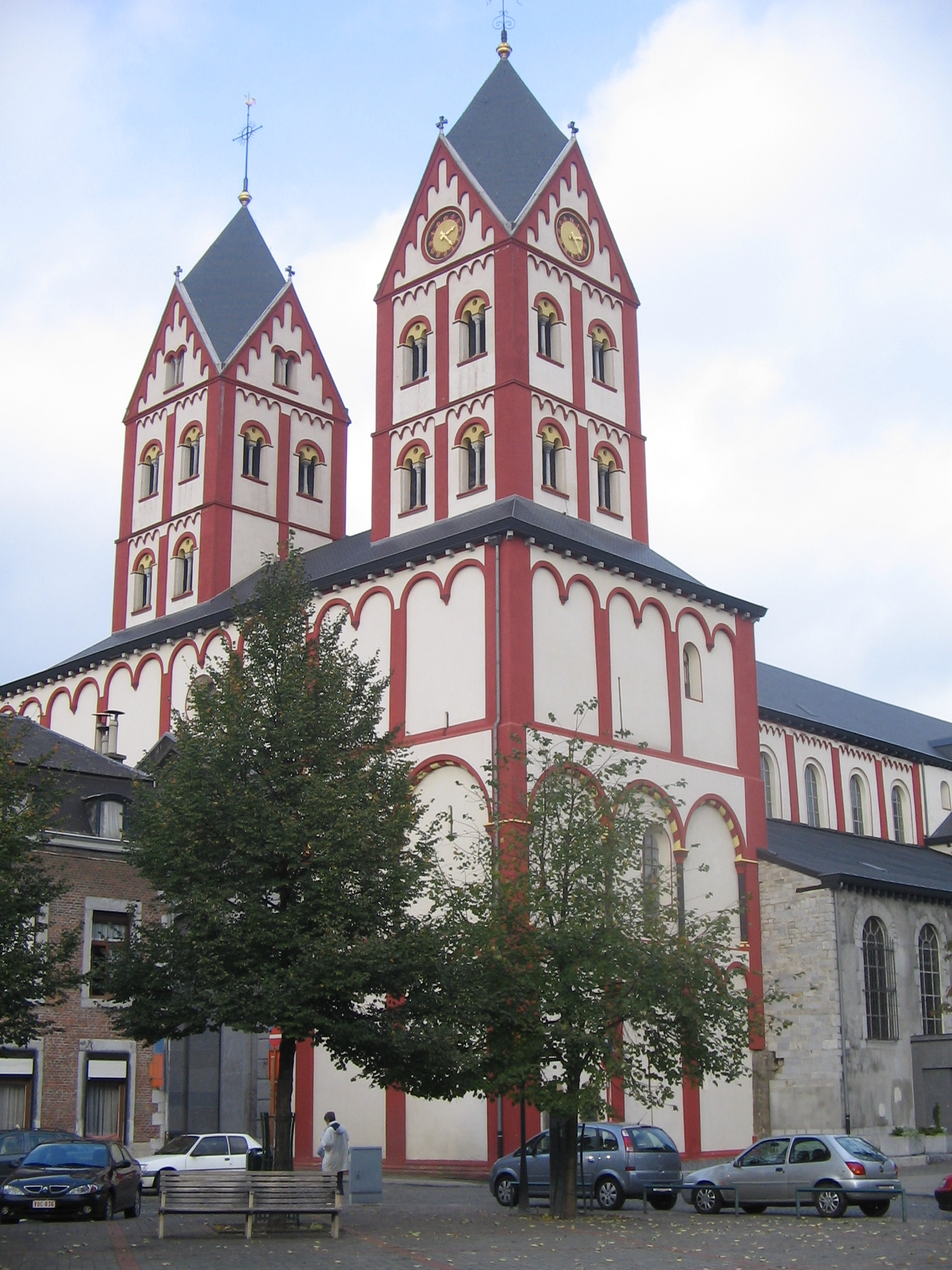
Colegiata Saint-Barthélemy de Lieja (fin XI-finales XII)
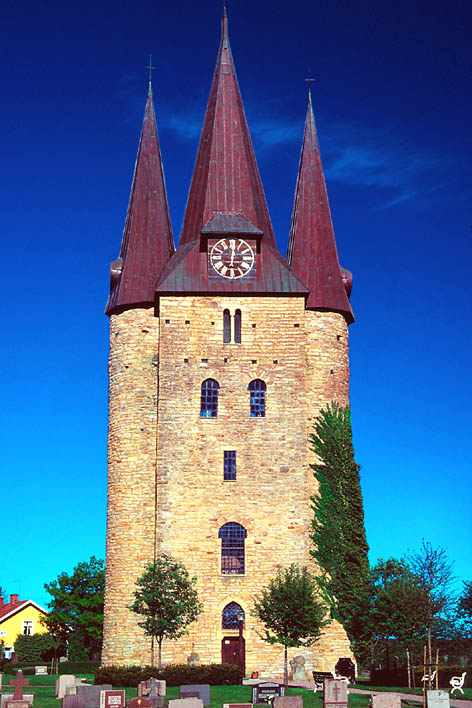
Iglesia de Husaby (Suecia, siglo XI). Influencia de los modelos de Sajonia-Westfalia.
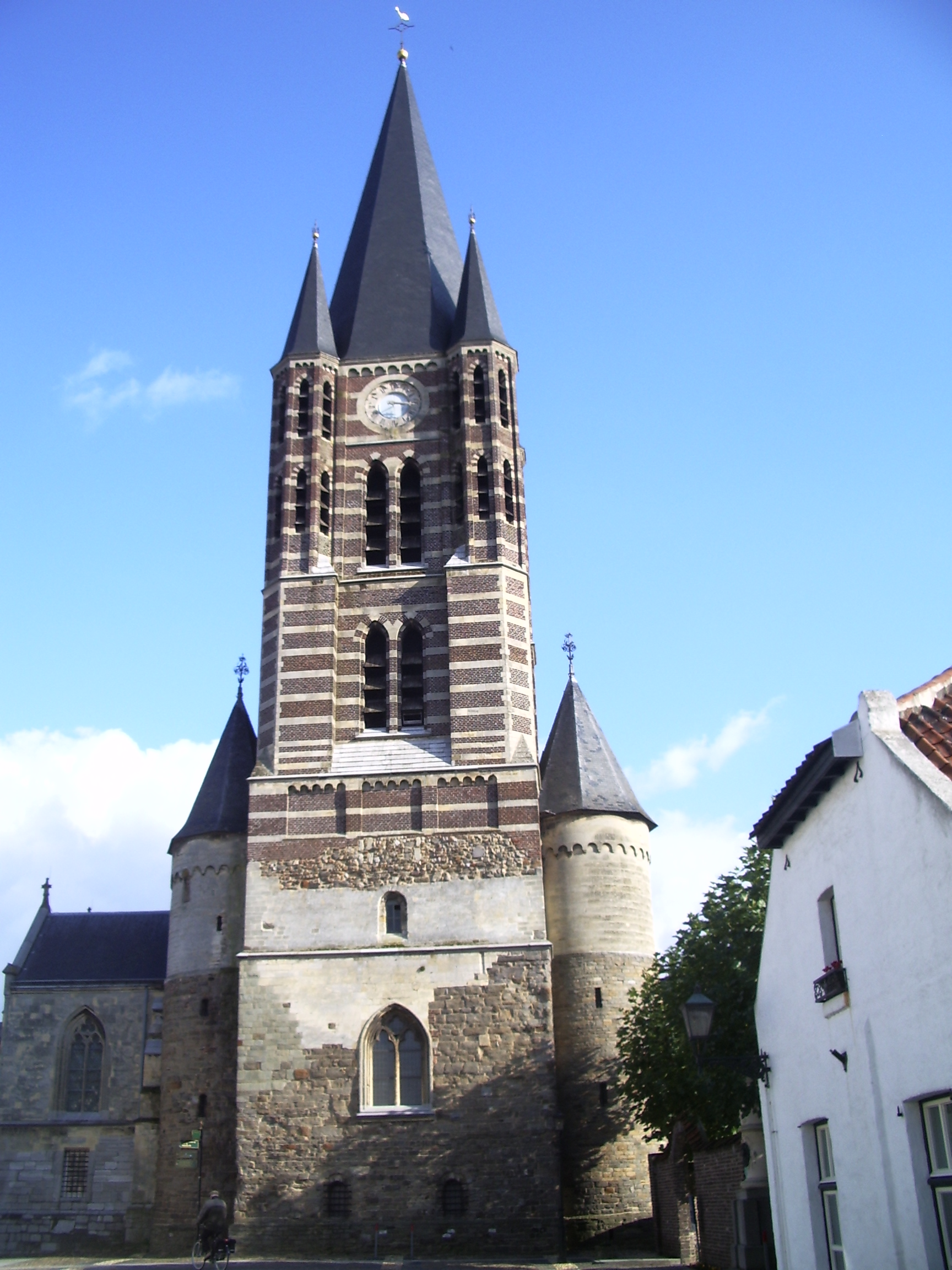
Iglesia de la abadía de Thorn (Países Bajos) (992)
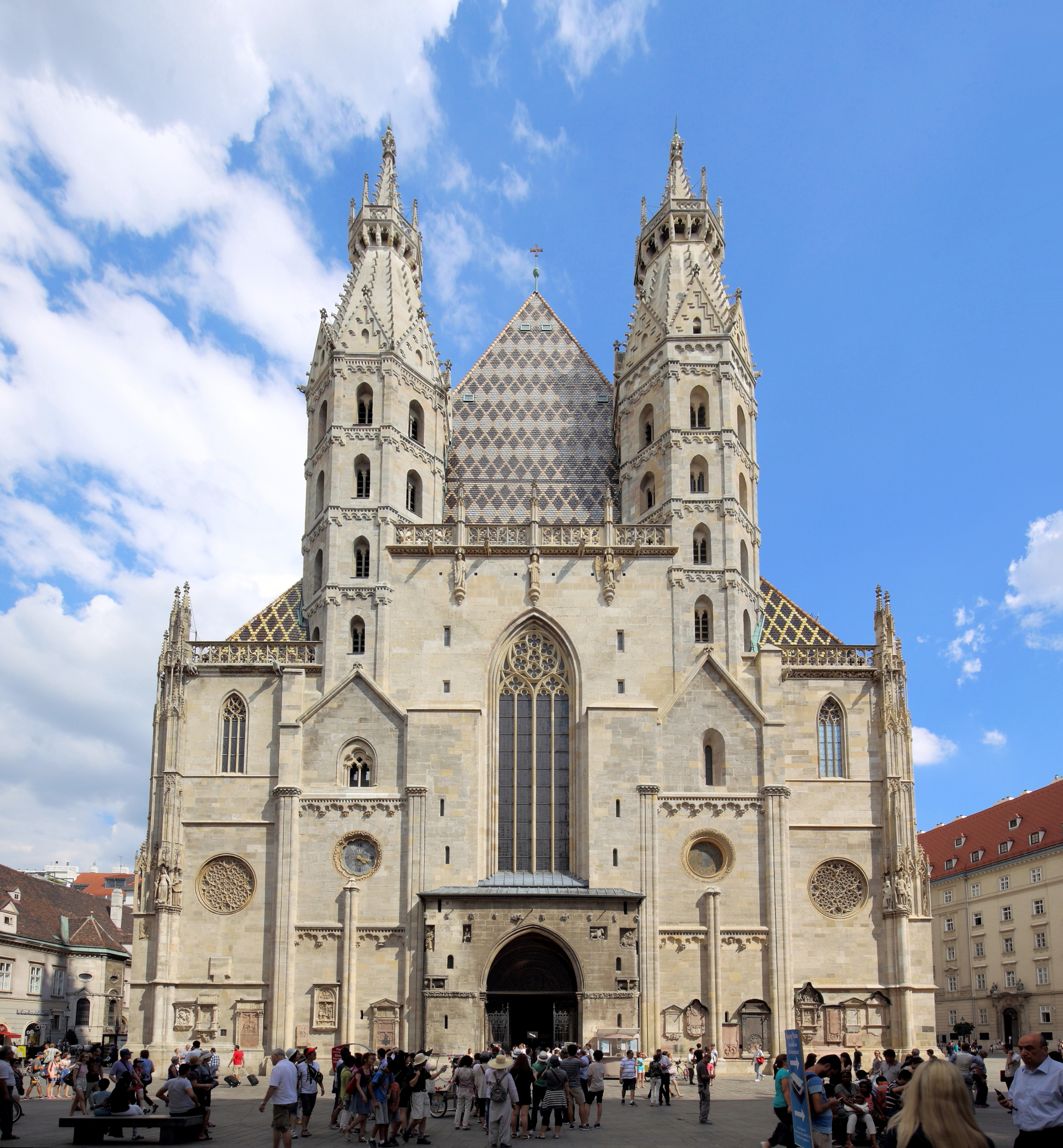
Catedral de San Esteban de Viena (1137-1147)
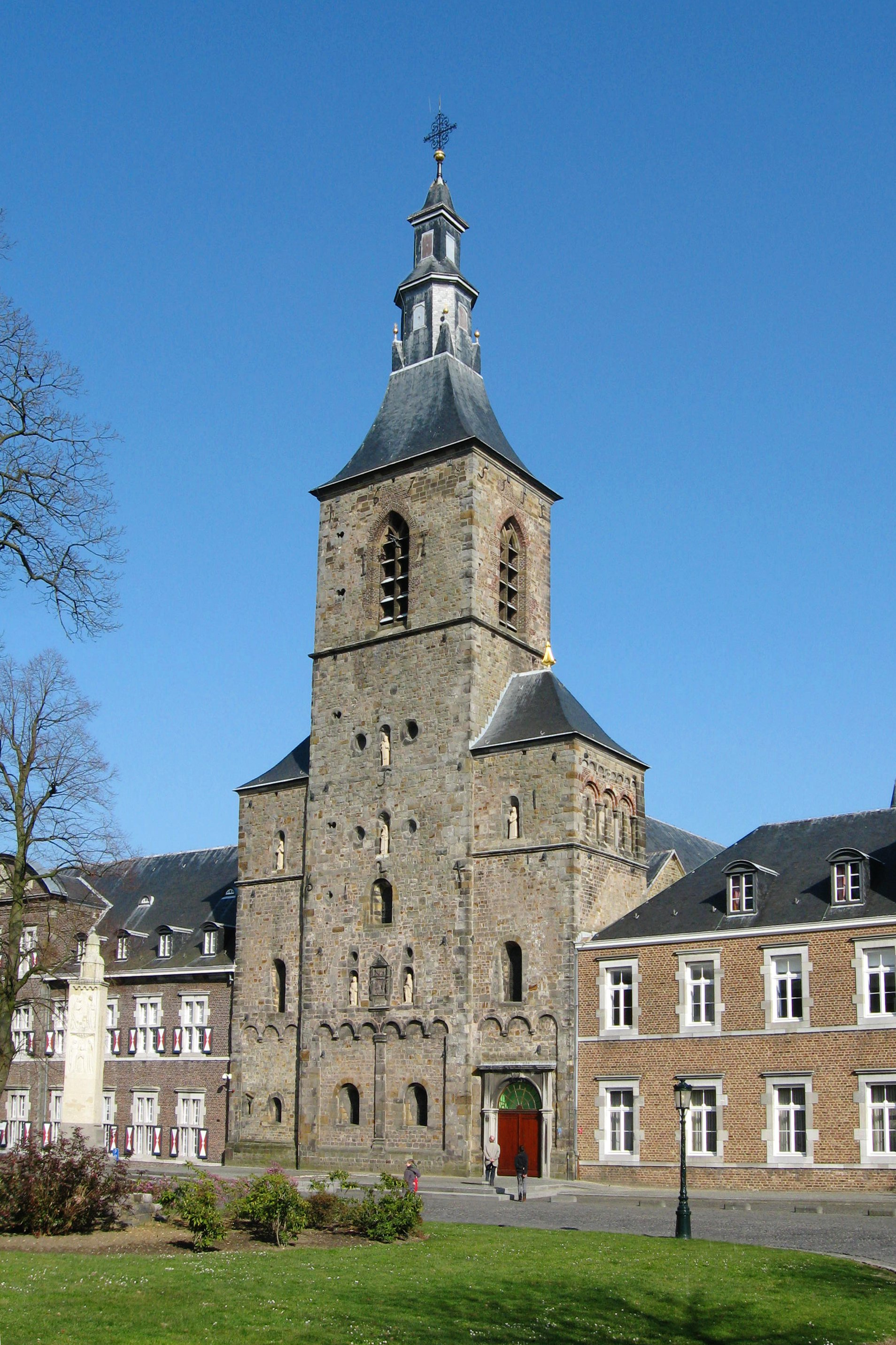
Iglesia de la abadía de Rolduc en Kerkrade (1108-2.ª mitad del XII)
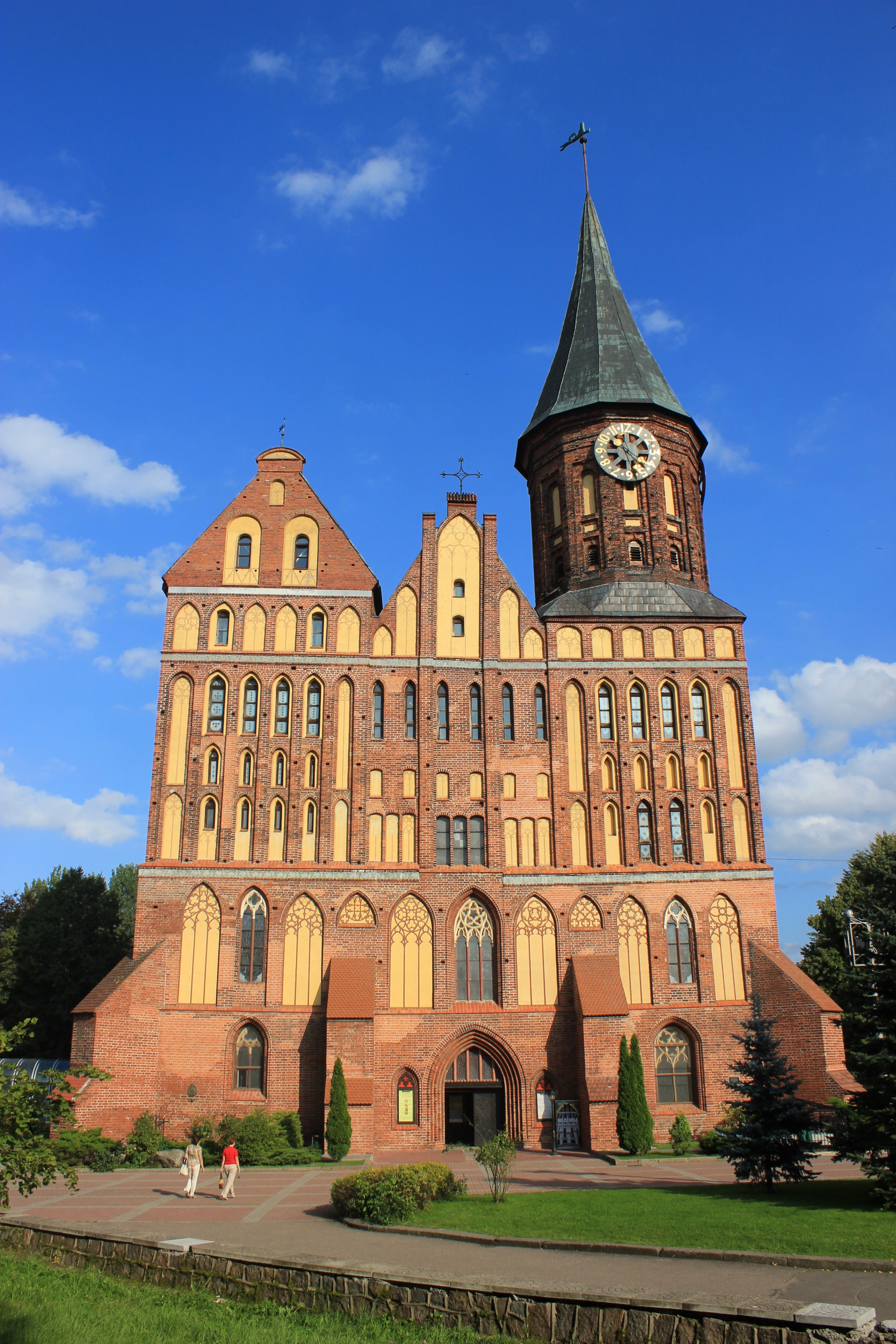
Catedral de Königsberg (1330-1333)

Westwerks en Francia
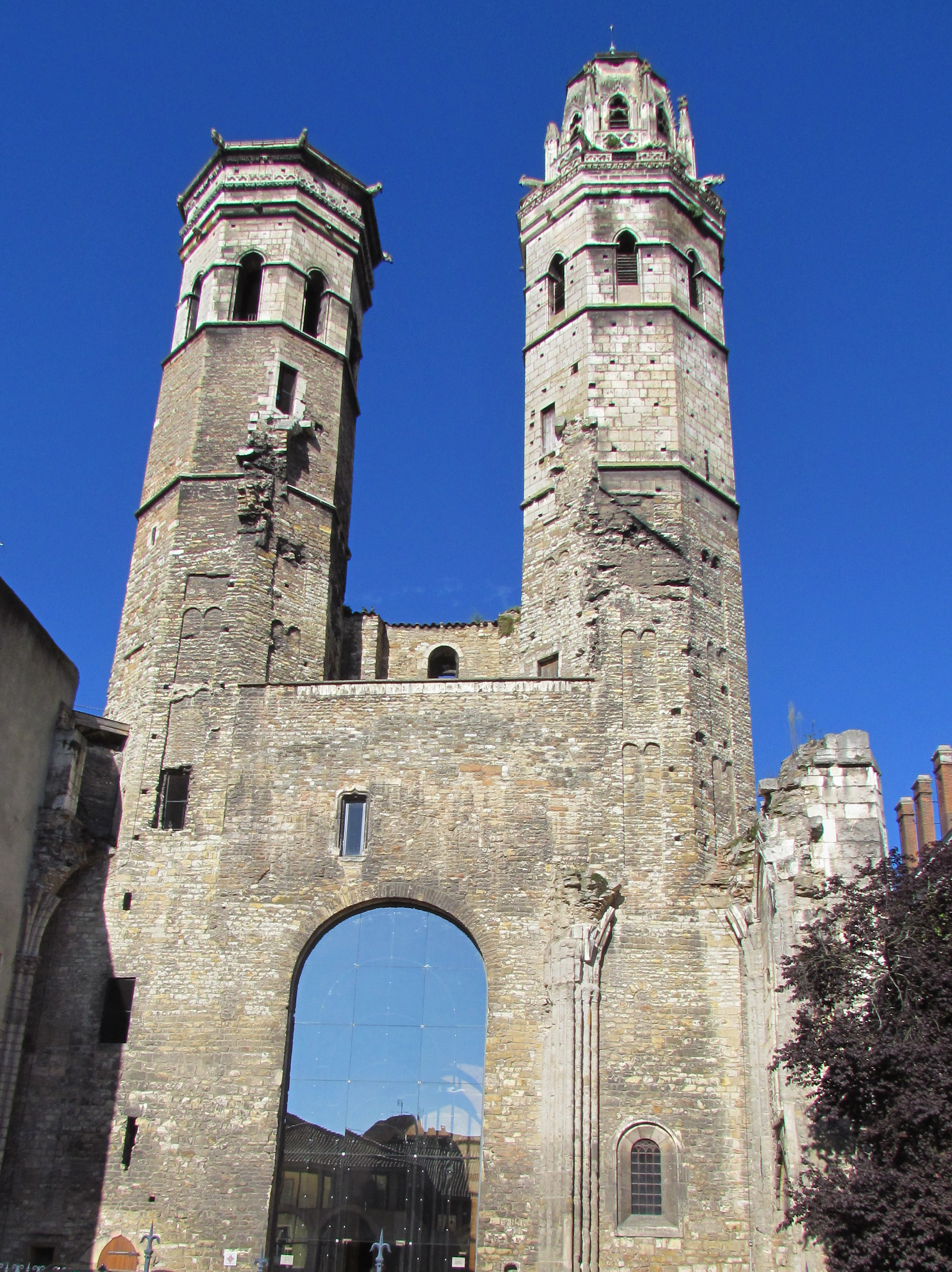
Catedral Vieux-Saint-Vincent de Mâcon
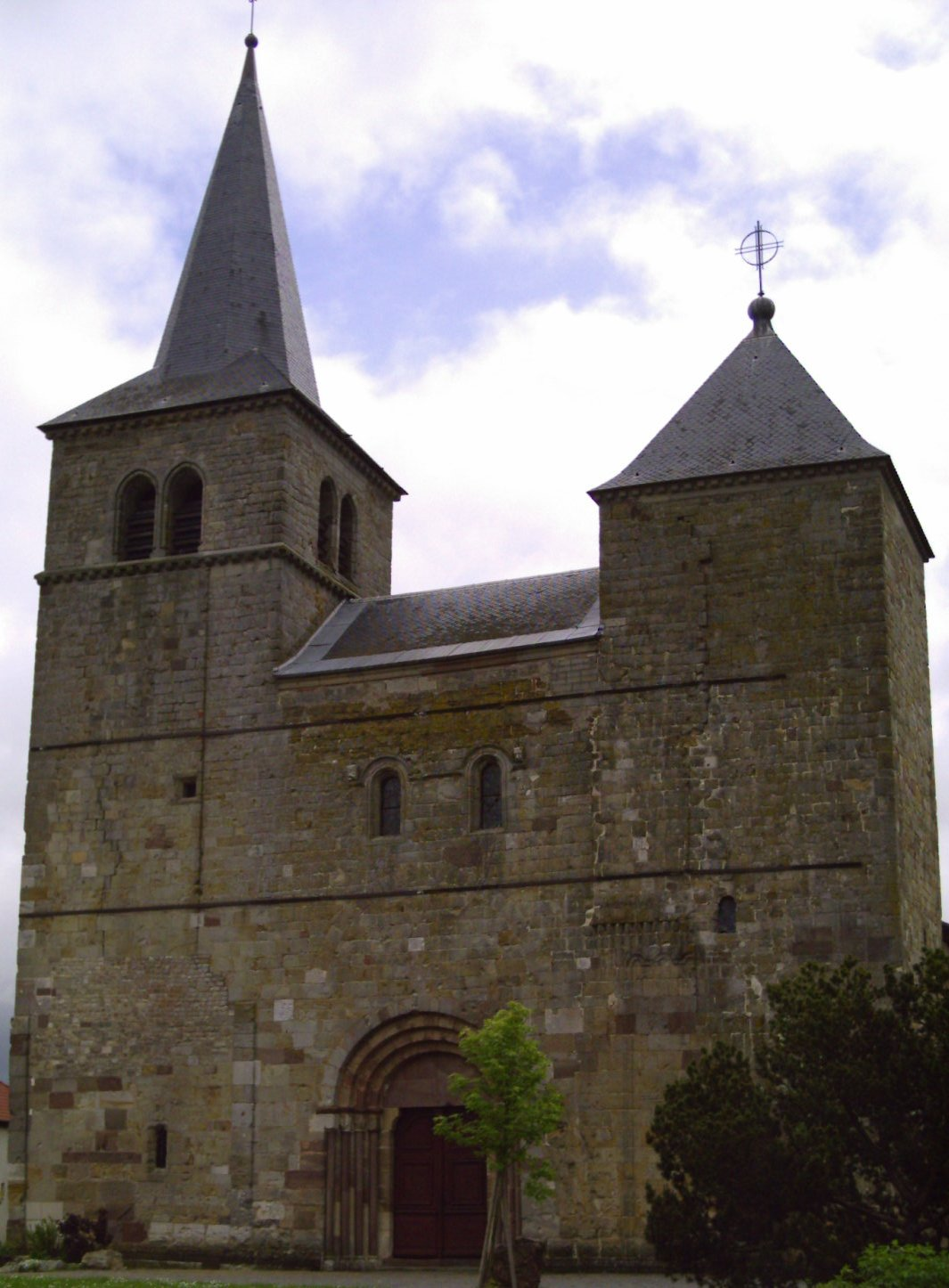
Colegiata Saint-Léger de Marsal
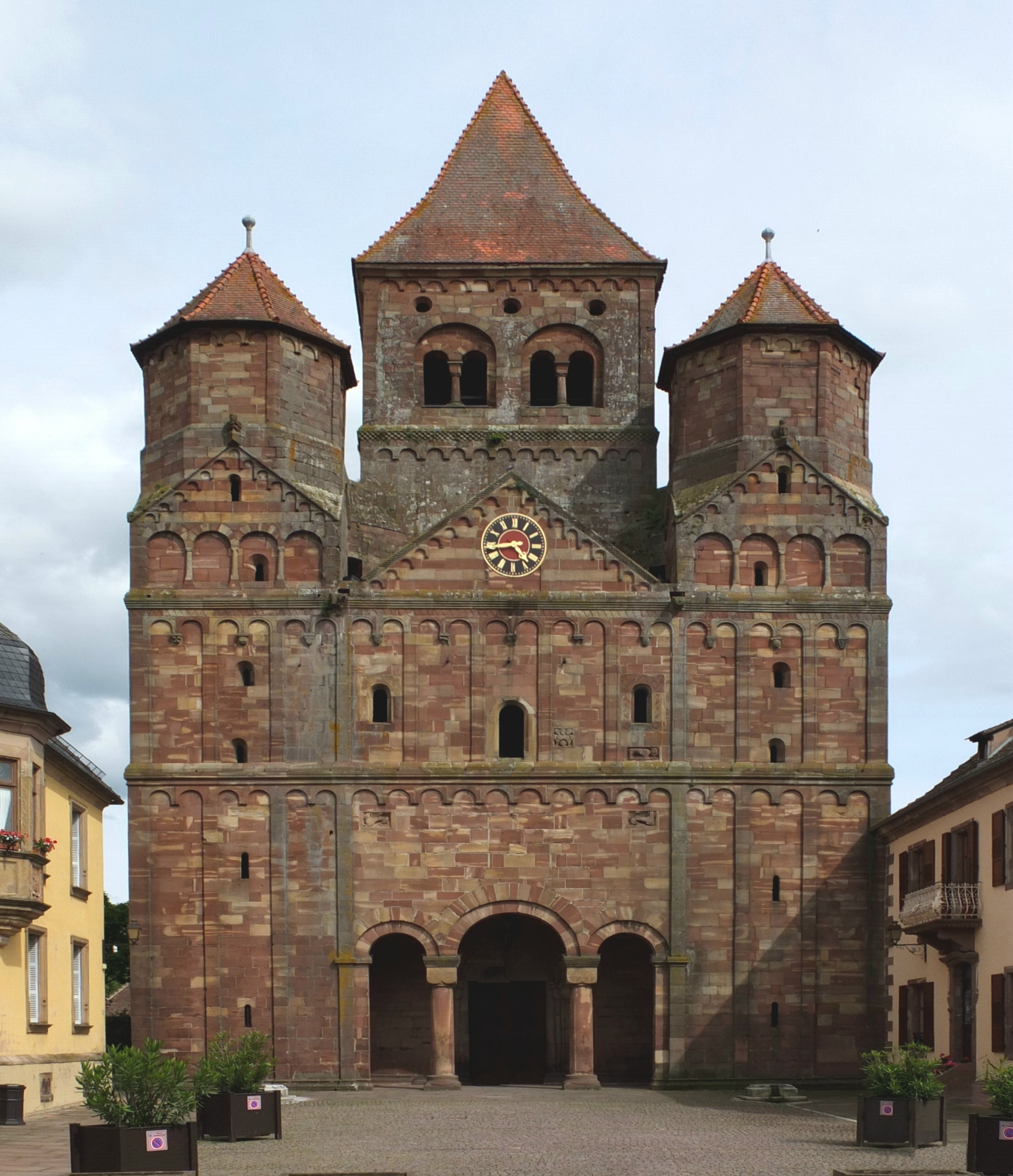
Iglesia abacial de Marmoutier (fin del siglo X-inicios del XI)
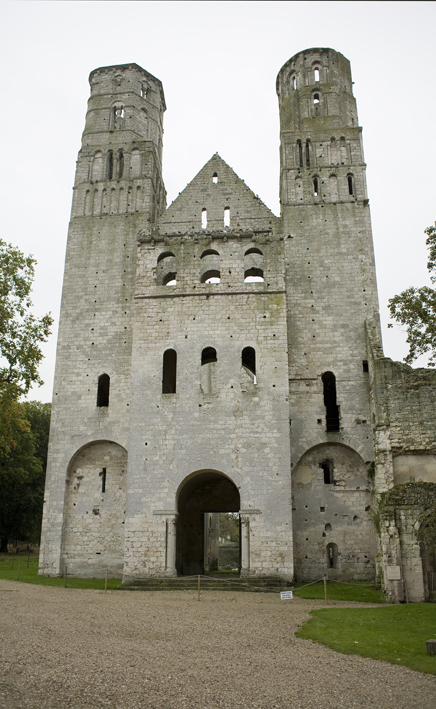
Iglesia abacial de Notre-Dame de Jumièges
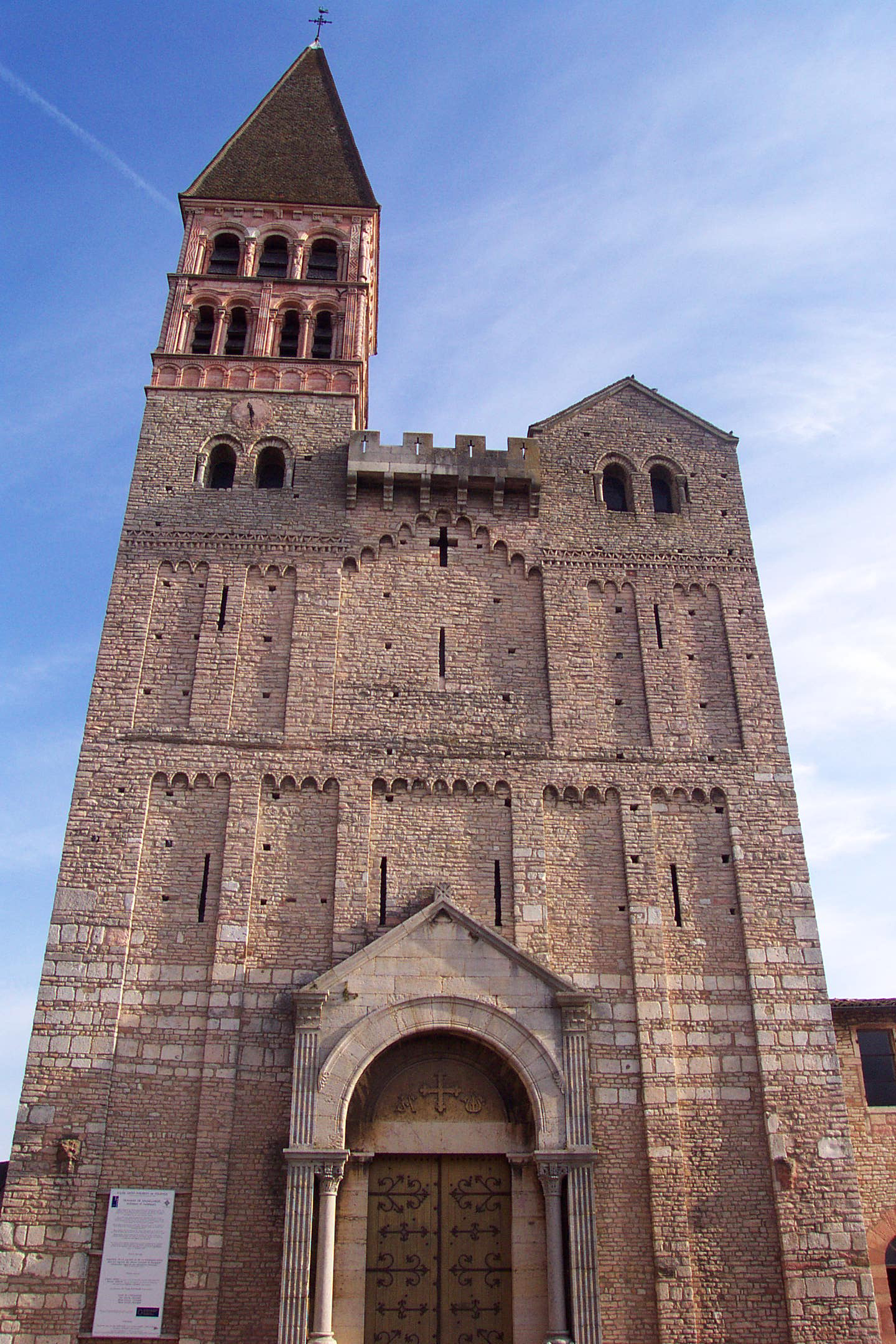
Abadía de San Filiberto de Tournus, muy alterado